# عازل ذكري

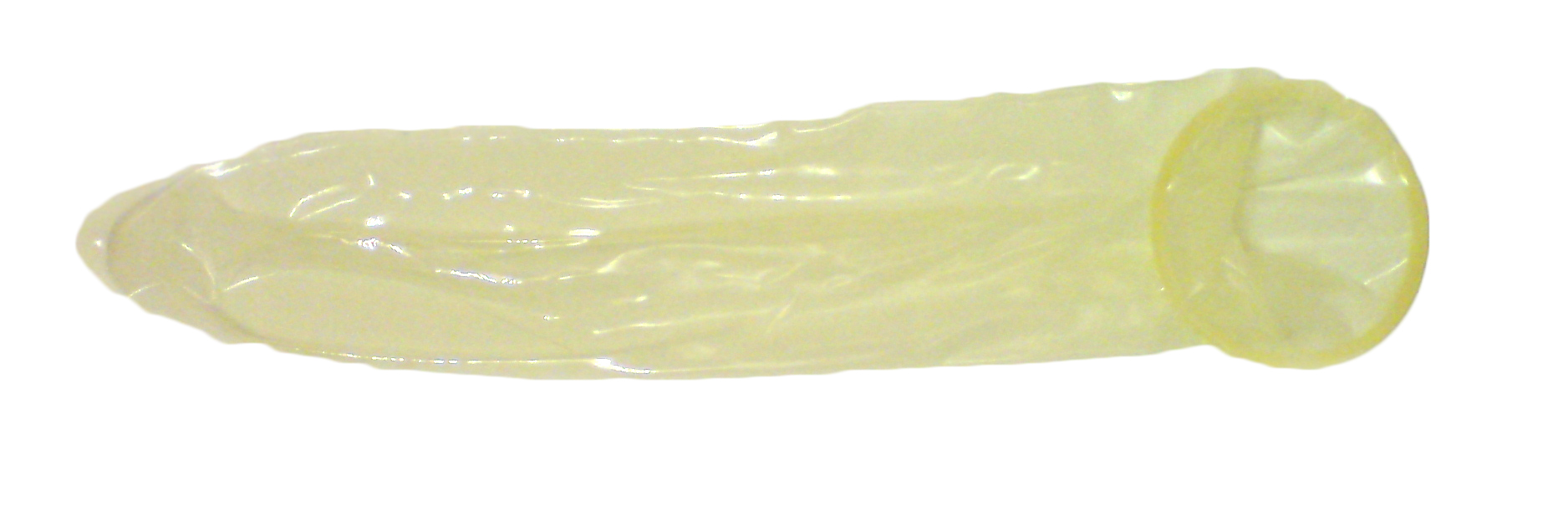
عازل ذكري مفضوض

العازل الذكري (جمع: عوازل ذكرية) (بالإنجليزية: Male Condom)‏ المعروف بالكندوم أو الكبوت ويعرف أيضاً بالواقي الذكري. هو مادة مطاطية (Latex) مصنعة على شكل اسطواني ناعمة الملمس وشفافة ورقيقة جدا، قابلة للتمدد ذات ألوان وروائح مختلفة. ويغطي القضيب أثناء الجماع الجنسي لمنع الحمل غير المرغوب فيه وانتقال الأمراض الجنسية، مثل الهربس، وفيروس الإيدز أو مرض الزهري. ولهذا السبب فمن المعتاد أن يطلق على ممارسة الجنس باستخدام الواقي الذكري جنس آمن.
يقوم الرجل بوضع العازل على القضيب الذكري. أي إلباس القضيب هذا العازل وهو على شكل جورب. يقوم هذا العازل بمنع الذكر من إنزال السائل المنوي)، فهو يقوم باحتواء السائل، ويتم خلعه بعد انتهاء العملية الجنسية.
يستخدم العازل لمرة واحدة ثم يتم التخلص منه وينصح باستخدامه بعد حصول الانتصاب بشكل كامل لكي يضمن عدم وجود فراغات بينه وبين القضيب لزيادة الوقاية.
ومن مميزات العازل أنه لا يحتاج إلى المتابعة الطبية وبجانب كفائته في منع الحمل فهو يساهم في الحد من الأمراض التناسلية ومن ضمنها الإيدز.
اختراع الواقي الذكري يعتبر خطوة كبيرة ومهمة، ومن خلاله أصبح الواقي فعالاً ورخيصاً، بحيث يمكن لأي شخص استخدامه. تسعى أغلب دول العالم والمؤسسات الطبية لتشجيع الناس على استخدام العازل لمنع انتقال فيروس الايدز والأمراض التناسلية الأخرى.
قبل القرن 20، كان ممنوعا الواقي الذكري للبيع في أماكن كثيرة لأسباب دينية، فحتى يومنا هذا الكنيسة الكاثوليكية تحظر استخدام وسائل منع الحمل ومن ضمنها الكوندوم. البابا يوحنا بولس الثاني حظر على استخدام الواقي الذكري حتى لغرض إنقاذ الأرواح من خلال الوقاية من عدوى الإيدز. الكنيسة في أفريقيا تميل أيضا إلى تنبيه رعاياها أن الواقي الذكري لا يقي من الإصابة بفيروس نقص المناعة البشرية الذي يسبب مرض الإيدز.

## الاستخدامات الطبية

### تحديد النسل
يمكن تقييم فعالية العازل، كما في معظم وسائل منع الحمل بطريقتين، ويتم تقييم الاستخدام الأمثل أومعدلات فعالية هذا الأسلوب فقط عند الناس الذين يستخدمون العازل الذكري بشكل صحيح وباستمرار، أما تقييم الاستخدام الفعليّ أومعدلات الفعالية في الاستخدام المعتاد فعند جميع مستخدمي العازل، بما فيهم أولئك الذين يستخدمون العازل بشكل غير صحيح أو لا يستخدمون العازل في كل إيلاج. وتُعرض عادةً المعدلات التي تقيِمُ هذا الأسلوب في تحديد النسل من السنة الأولى للاستخدام. أكثر المقاييس شيوعاً في الاستخدام هومؤشر بيرل، الذي يُستخدم لحساب معدلات الفعالية، ولكن بعض الدراسات تستخدم جداول تناقص.:141

يتنوع معدل الحمل في حالات مستخدمي العازل وذلك اعتماداً على الجمهور محل الدراسة، ويتراوح بين 10 إلى 18% كل عام. أما معدلات الحمل في حالات الاستخدام الأمثل فهي 2% كل عام. يمكن استخدام وسائل منع حمل أخرى أثناء استخدام العازل الذكريّ (كمبيد النطاف مثلاً) وذلك بغية حماية أفضل.

### العداوى المنتقلة جنسياً

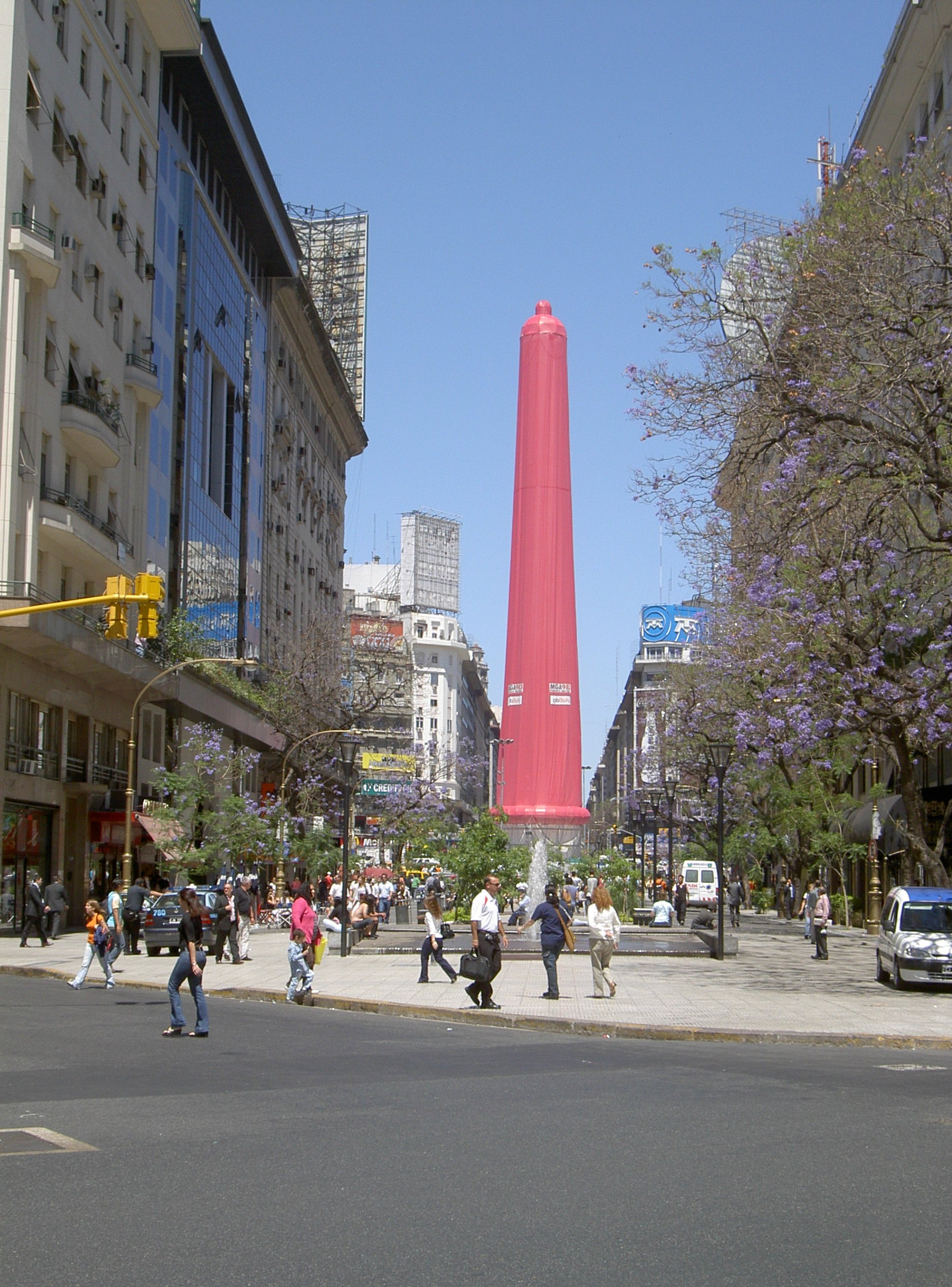
نسخة عملاقة من عازل ذكري على مسلة بوينس آيرس في الأرجنتين، كجزء من حملة توعية في يوم الإيدز العالمي 2005.

يُنصح باستخدام العازل الذكريّ للوقاية من الأمراض المنتقلة بالجنس، فقد تبيَّنَت فعاليتها في تقليل معدلات العدوى عند الرجال والنساء. فالعازل فعَّال، ولكن ليس بشكل مثاليّ، فعَّال في تقليل انتقال العُضيَّات المُسبِّبة للإيدز والهربس التناسليّ وسرطان عنق الرحم والثآليل التناسليّة والسفلس (الزهريّ) والكلاميديا والسسلان بالإضافة إلى أمراض أخرى. كما يُنصح غالباً باستخدام العازل كمساعد لأساليب تحديد النسل (كاللولب) بغية فعالية أكبر وفي حالات الوقاية من الأمراض المنقولة جنسيّاً.

وطبقاً لتقرير أصدرته معاهد الصحة الوطنية الأمريكية عام 2000، فإن الاستخدام المستمر للعازل الذكريّ المطاطيّ يُقلِّلُ من خطر انتقال فيروس HIV المُسبِّب لمرض الإيدز بنسبة حوالي 85%، مما يجعل معدل الانقلاب المصليّ (معدل العدوى) عند 0.9 لكل 100 شخص في السنة باستخدام العازل الذكريّ، وذلك بانخفاض من 6.7 لكل 100 شخص في السنة. كما وُجد في التحليل الذي نُشر عام 2007 من قبل جامعة تكساس للفرع الطبيّ ومنظمة الصحة العالمية انخفاض مماثل في مخاطر الانتقال بنسب تتراوح بين 80 إلى 95%.

وخلصت مراجعة معاهد الصحة الأمريكية عام 2000 إلى أن استخدام العازل الذكريّ يُقلِّلُ بشكل واضح من خطر السيلان عند الرجال. وأظهرت دراسة عام 2006 أن الاستخدام الصحيح للعازل الذكريّ يُقلِّلُ من خطر انتقال فيروس الورم الحلمي البشريّ إلى النساء بنسبة تُقارب 70%. بينما وجدت دراسة أُخرى عام 2007 أن الاستخدام المستمر للعازل الذكريّ كان فعّالاً في تقليل انتقال فيروس الهربس البسيط-2 المعروف بالهربس التناسليّ عند الرجال والنساء.

وعلى الرغم من أن العازل الذكريّ فعّال في الحدّ من التعرُّض لهذه المُمرضات، إلا أن بعض الأمراض قد تنتقل حتَّى أثناء ارتداء العازل الذكريّ، فالمناطق المعدية في الأعضاء التناسليّة، ولا سيَّما عند وجود أعراض، قد لا تكون مُغطاة بالعازل، وبالنتيجة فإن بعض الأمراض كـ HPV والهربس قد تنتقل بالاتصال المباشر. ومع ذلك، فإن قضية الفعالية الأوليّة في منع انتقال الأمراض المنقولة جنسيّاً عند استخدام العازل الذكري بشكل متقطّع.

قد تكون العزاول الذكريّة مفدة أيضاً في معالجة التغيرات السابقة لسرطان عنق الرحم. يبدوأن التعرُّض لفيروس الحليمي البشريّ، حتى عند الأشخاص المصابين بالفيروس سابقاً، يزيد من خطر التغيرات السابقة للسرطان. فاستخادم العازل الذكري يساعد في تعزيز تراجع هذه التغيرات. بالإضافة إلى ذلك، فقد اقترح باحثون في المملكة المتحدة أن هرموناً في السائل المنويّ يمكن أن يؤدي إلى تفاقم سرطان عنق الرحم، وأن استخدام العازل الذكي يمكن أن يمنع التعرُّض لهذا الهرمون.

### أسباب الفشل
قد ينزلق العازل الذكري عن القضيب بعد القذف، أو قد يتمزق بسبب ارتدائه بشكل غير ملائم، أو قد يتمزَّق أو ينزلق بسبب انحلال اللاتكس (مادة مطاطية) (عادةً بسبب التخزين غير الملائم أو التعرُّض للزيوت أو بسبب تاريخ انتهاء الصلاحية). يتراوح معدل تمزُّق العازل بين 0.4% و2.3% بينما معدّل الانزلاق بين 0.6% و1.3%. حتى في حالة عدم حدوث تمزُّق أو انزلاق ملحوظ للعازل الذكري فإن 1-3% من النساء اللواتي جرى اختبارهنّ باختبار وجود بقايا سائل منويّ بعد الجماع باستخدام عازل ذكريّ كانوا إيجابيَّات.

يقوم البعض بارتداء عازلين ذكريين مرةً واحدة، ويُعتقد غالباً أن هذا الإجراء يُسبِّبُ معدل فشل أعلى بسبب احتكاك المطاط على المطاط. هذا الإدعاء غير مدعوم من الباحثين. وقد وجدت الدراسات المحدودة التي أُجريت حول الموضوع أن الاستخدام المتزامن لعوازل ذكرية عديدة يقلل من خطر تمزُّق العازل الذكريّ.

هناك أنماط مختلفة من فشل العازل الذكري وهي تؤدي إلى التعرُّض للسائل المنويّ وذلك بمستويات مختلفة. فإذا ما حدث فشل خلال ارتداء العازل (كأن يتمزَّق مثلاً) ينبغي حينها تغيير العازل قبل الجماع وعادةً لا تُسبِّبُ هذه الإخفاقات في ارتداءه أي خطر على المستخدم.
هناك دراسة وجدت أن التعرُّض للسائل المنويّ من عازل ذكريّ متمزِّق كان يقارب نصف التعرُّض للسائل المنويّ خلال جماع دون استخدام العازل، بينما التعرُّض للسائل المنويّ من عازل ذكري منزلق يُقارب خُمس التعرُّض خلال جماع دون عازل.

العازل القياسيّ يناسب أي قضيب تقريباً، بدرجات متنوّعة من الراحة أوخطر الانزلاق. تُقدم العديد من مصانع العوازل الذكريّة قياسات «صغير» و«كبير». كما تقدم بعض المصانع عوازل ذكريّة مُصمَّمة لتناسب الزبون، وتدعي أنها أكثر وثوقيّة وأنها توفر حساسية وراحة أكثر. ربطت بعض الدراسات بين القضبان الكبيرة والعوازل الصغيرة مع معدَّلات انزلاق أكثر ومعدَّلات تمزُّق أكثر (والعكس بالعكس)، ولكن دراسات أخرى قالت بأن الأمر غير محسوم.

من المستحسن لمصانع العوازل الذكرية أن تتجنب العوازل الرقيقة جداً أوالسميكة جداً، وذلك لأن كليهما يُعتبران أقل فعالية. يُشجِّعُ بعض الكتاب المستخدمين على اختيار عوازل ذكرية أرق «لمزيد من المتانة والإحساس والراحة»، ولكن آخرين حذَّروا من أن «العازل كلَّما أصبح أرق، كلَّما قلت القوة اللازمة لتمزيقه».

ومن غير المحتمل أن يحدث الانزلاق أوالتمزُّق عند مستخدمي العازل الذكريّ من ذوي الخبرة مقارنةً لمستخدمي المرة الأولى، على الرغم من أن المستخدمين الذي خبروا انزلاقاً أوتمزُّقاً واحداً أكثر احتمالاً أن يختبروا فشلاً آخر مماثل. وقد اِقتُرح في مقالة في تقارير الجمهور أن تعليم استخدام العازل الذكريّ يُقلّل من السلوكيات التي تزيد من خطر تمزُّق أوانزلاق العازل الذكريّ. وقد عرض المنشور الدولي لصحة الأسرة الرأي القائل بأن التعليم يقلل من خطر التمزُّق والانزلاق، ولكنه أكَّد على ضرورة إجراء المزيد من الأبحاث لتحديد جميع أسباب التمزُّق والانزلاق.

قد يحدث الحمل، بين الناس الذي ينوون أن يستخدموا العازل الذكريّ كوسيلة لتحديد النسل، وذلك عندما يقوم هؤلاء الناس بممارسة الجنس دون استخدام العازل، وذلك عندما تنفد علبة العوازل أوفي حالات السفر أو أن المستخدم ببساطة لم يعجبه شعور إحساس ارتداء العازل وقرَّر أن «يأخذ فرصة» دون استخدامه. تُمثِّلُ السلوكيات السابقة الأسباب الأوليّة للفشل التقليديّ لاستخدام للعازل الذكري (وذلك على عكس حالات فشل الاستخدام الأمثل أو فشل طريقة الأسلوب).

سبب آخر محتمل لفشل العازل الذكريّ هو تخرُّيب العازل. فمثلاً في حالات الرغبة بطفل ضد رغبة الشريك أو عدم موافقته. وقد أفاد بعض العاملين في مجال الجنس من نيجريا أن الزبائن يعمدون إلى تخريب العوازل الذكريّة انتقاماً لإجبارهم على ارتدائها. ويُعتقد أن استخدام إبرة دقيقة لإحداث عدة ثقوب عند رأس العازل يؤثر بشكل كبير على فعالية العازل.:306–307 وقد حدثت حالات تخريب للعازل الذكريّ.

## آثار سلبية
يمكن أن يؤدي استخدام العازل الذكريّ من نوع اللاتكس (مادة مطاطية) إلى أعراض حساسية عند الناس الذين لديهم حساسية تجاه اللاتكس، كتهيُّج الجلد. وقد يُصبح استخدام عازل ذكريّ من اللاتكس مُهدِّداً للحياة عندما يستخدمه شخص لديه حساسية شديدة تجاه اللاتكس. وقد يؤدي الاستخدام المتكرر لعوازل ذكرية من اللاتكس إلى تطوير حساسية تجاه اللاتكس عند بعض الناس.

## الاستخدام

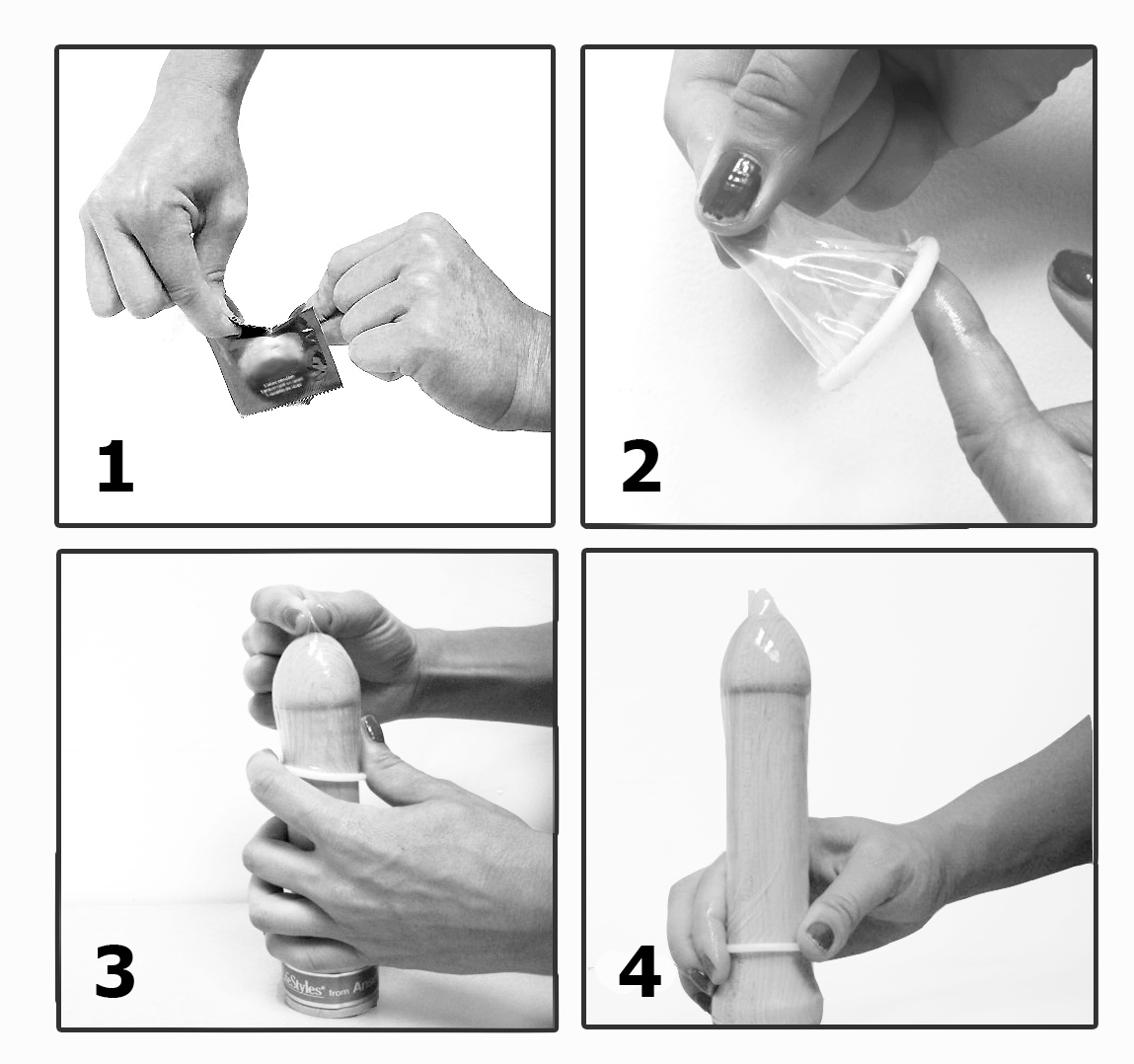
رسومات تظهر طريقة ارتداء العازل الذكريّ

يُغلَّف العوازل الذكريّة عادةً داخل مغلف بلاستيكيّ، بشكل ملفوف، وهومُصمَّم ليُرتدى على قمة القضيب الذكريّ ومن ثمَّ ليُسحب باتجاه الخلف على القضيب المنتصب. من المهم للغاية أن تترك مسافة عند قمة العازل وذلك لترك مجال لجمع السائل المنويّ وذلك لتجنُّب خروجه من قاعدة العازل. بعد الاستخدام، من المستحسن أن يُلف بمنديل أوأن يُعقد (أن يتم لفّه بشكل عقدة) ومن ثم رميه في القمامة. تُستخدم العوازل الذكري لتقليل احتمالية حدوث إلقاح ومن ثُمَّ حمل من خلال الممارسة الجنسيّة، ولتقليل احتمالية انتقال عدوى منتقلة بالجنس خلال الجماع أوالجنس الفمويّ أومن أجل الوقاية حتى.

يجد بعض الأزواج ارتداء العازل الذكريّ قاطعاً للجنس، بينما يقوم آخرون بارتداءه خلال المداعبة. كما يجد بعض الأزواج العازل الذكريّ مُبَلِّداً للإحساس. قد تتضمن فوائد الإحساس المُبَلَّد انتصاب أطول أمداً وتأخُراًللقذف، بينما تشتمل مساوئ الإحساس المُتبَلِّد فقدان بعض الإثارة الجنسيّة. كما يتحدَّث أنصار ارتداء العازل الذكريّ عن كونه منخفض الكلفة وسهل الاستخدام وذوآثار جانبيّة قليلة.

### صناعة أفلام البالغين
عام 2012 جُمعت تواقيع 372.000 تواقيع لناخبين من خلال مبادرة مواطني مقاطعة لوس أنجلوس لوضع الإجراء B على اقتراع 2012. وكنتيجة، فقد تم تمرير الإجراء B وهوقانون يطلب استخدام العوازل الذكريّ في إنتاج الأفلام الإباحيّة. وقد قلَّل الكثيرون من قيمة هذا القرار، حتى تحدث البعض عن كونه غير ذي جدوى، فالقانون قد يجبر الشركات التي تنتج مواداً إباحيّة على الانتقال فقط إلى أماكن أخرى لا تشترط هذا الأمر. وقد ادعى منتجون أن استخدام العازل الذكريّ يُضعف المبيعات.

### التربية الجنسيّة
تُستخدم العوازل الذكريّة عادةً في برامج التعليم الجنسيّ، لأن لها القدرة على تخفيض فرص الحمل وانتشار بعض الأمراض المنقولة جنسيَّاً عند استخدامها بشكل صحيح. وقد أيَّد بيان صحفي صادر عن الرابطة الأمريكية للطب النفسيّ إدراج معلومات عن العوازل الذكريّة في التعليم الجنسيّ، قائلين أن «برامج التثقيف الجنسيّ... تناقش الاستخدام الملائم للعوازل الذكريّة»، و«تُشجِّعُ استخدامها لأولئك الناشطين جنسيَّاً».

في الولايات المتحدة، يُعارض تعليم استخدام العوازل الذكريّة في المدارس العامة من قبل بعض المنظمات الدينيّة. بينما تدافع منظمة «الأبوة المُخطَّطة» عن تنظيم الأسرة والتعليم الجنسيّ، وتجادل في أن دراسات استقصائية أظهرت أن 76% من الآباء الأمريكيين يريدون لأطفالهم أن يتلقَوا تعليم تثقيفي جنسيّ يتضمَّن استخدام العازل الذكريّ.

### علاج العقم
تتطلب بعض الإجراءات الشائعة في عمليات علاج العقم كتحليل السائل المنويّ والتلقيح داخل الرحم جمع عينات للسائل المنويّ. والطريقة الأكثر شيوعاً للحصول على تلك العينات الاستمناء، كما يوجد طريقة بديلة للاستمناء وهي استخدام العازل الذكريّ لجمع السائل المنويّ خلال الجماع الجنسيّ.

تُصنع العوازل الذكريّة الخاصة بجمع السائل المنويّ من السيليكون أوالبولي يورثان، باعتبار أن اللاتكس مؤذٍ للحيوانات المنويّة. يُفضِّل العديد من الرجال جمع عينة السائل المنويّ باستخدام العازل الذكريّ الخاص، حيث أن بعض الديانات تُحرِّم الاستمناء بالمطلق. أيضاً، بالمقارنة مع العينات التي يتم الحصول عليها من الاستمناء، فإن للعينات السائل المنوي المُستحصل عليها من خلال العوازل الذكريّة الخاصة أعداد حيوانات منويّة إجمالية أعلى بالإضافة إلى حركية حيوانات منويّة أعلى ونسبة حيوانات منويّة ذات شكل طبيعيّ أعلى. لهذا السبب، يُعتقد أن لها نتائج أكثر دقة عند استخدامها لجمع عينات السائل المنويّ، ولتحسين فرص الحمل عند استخدام هذه العينات في إجراءات كالإلقاح داخل الرحم أوداخل عنق الرحم. حيث يمكن لأتباع الديانات التي تحظر وسائل منع الحمل كأتباع الكنيسة الكاثوليكيّة استخدام العوازل الذكريّة الخاصة بالجمع ذات الثقوب.:306–307

أما بالنسبة لعلاجات الخصوبة، يُستخدم العازل الذكري الخاص بالجمع لجمع السائل المنوي خلال الجماع الجنسيّ حيث يُوفِّر شريك المرأة السائل المنوي خلال العمليّة. كما قد يُستخدم العازل الذكريّ الخاص بالجمع من قبل الجهات المانحة للحيوانات المنويّة للحصول على سائل منويّ من خلال الاستمناء أوخلال الجماع الجنسيّ مع شريك، ومن ثُمَّ يُنقل المقذوف من عازل الجمع إلى وعاء مُصمَّم خصيصاً. تُنقل فيما بعد الحيوانات المنويّة في هذه الأوعية، في حالة المانح، إلى امرأة متلقية لتُستخدم في التلقيح، وفي حالة شريك المرأة إلى عيادة الخصوبة من أجل معالجتها واستخدامها. ومع ذلك، فإن النقل يُقلل من خصوبة الحيوانات المنويّة. كما يمكن استخدام عوازل الجمع في بنوك النطاف أوعيادات الخصوبة مباشرةً.

كما تُوصف أحياناً المعالجة باستخدام العازل الذكريّ للأزواج العقيمين عندما تمتلك مستويات عالية من الأجسام المضادة المضادة للحيوانات المنويّة. تقول النظرية أن منع تعرُّض الشريك للسائل المنويّ لشريكه سيقلل مستويات الأجسام المضادة للحيوانات المنويّة، وبالتالي زيادة فرصها في الحمل عند إيقاف هذه المعالجة فيما بعد. على أي حال، فإن المعالجة باستخدام العازل لم تظهر زيادة في معدلات الحمل فيما بعد.

### استخدامات أخرى
تتفوق العوازل الذكريّة كجامعات وحواجز متعددة الأغراض، على ما سواها لأنها مقاومة للماء ومرنة ودائمة ولن تثير الشك للاستخدامات العسكريّة والتجسُّس إذا ما وُجدت.

وقد بدأ الاستخدام العسكريّ خلال الحرب العالمية الثانية، وتضمَّن تغطية فوهات البنادق لمنع التلوُّث، وتخزين المواد المُسببة للتآكل من قبل الوكالات شبه العسكريّة.

استخدمت العوازل الذكرية كذلك لتهريب الكحول والهيروين والمخدرات الأخرى عبر الحدود وإلى داخل السجون عبر ملء العازل الذكري بالمخدرات ثم ربطها بعقدة ومن ثُمَّ بلعها أوإدخالها في المستقيم. قد تكون هذه الطرق خطيرة أوقاتلة حتى، فإذا ما تمزَّق العازل الذكريّ فستُمتص المخدرات الموجودة داخله وتنتقل إلى مجرى الدم وتُسبِّب تأثير الجرعة الزائدة.

طبياً، يمكن استخدام العوازل الذكريّة لتغطية مجسات الأمواج فوق الصوتيّة داخل المهبل، أوفي مجال إبر تفريغ ضغط الصدر حيث تعمل كصمَّام أحادي الاتجاه.

كما تستخدم العوازل الذكريّة لحماية العينات ذات الغرض العلميّ من البيئة المحيطة، ولمقاومة الماء في الميكروفونات من أجل التسجيل تحت الماء.

## أنماط
تمتلك معظم العوازل الذكريّة قمة تخدم كمستودع أوحلمة تستوعب السائل المنويّ الذي يقذفه الرجل. تأتي العوازل الذكريّة بقياسات مختلفة وبأشكال مختلفة. وغالباً ما يختلف عرضها ليتراوح من 49 مم حتى 56 مم. ولكن توجد أحجام تتراوح من 45 مم حتى 60 مم.

كما تأتي بسطوح خارجية متنوّعة، تؤدي إلى استثارة الشريك الجنسيّ. تُزوَّد العوازل الذكريّة بمُزلِّق لتهسيل إيلاج القضيب، بينما تُستخدم العوازل الذكريّة المُنَكَّهة من أجل الجنس الفموي. وكما ذُكر سابقاً، فإن معظم العوازل الذكريّة تُصنع من اللاتكس، كما يوجد عوازل ذكريّة من اللامبسكين والبولي يورثان.

### العازل الأنثوي

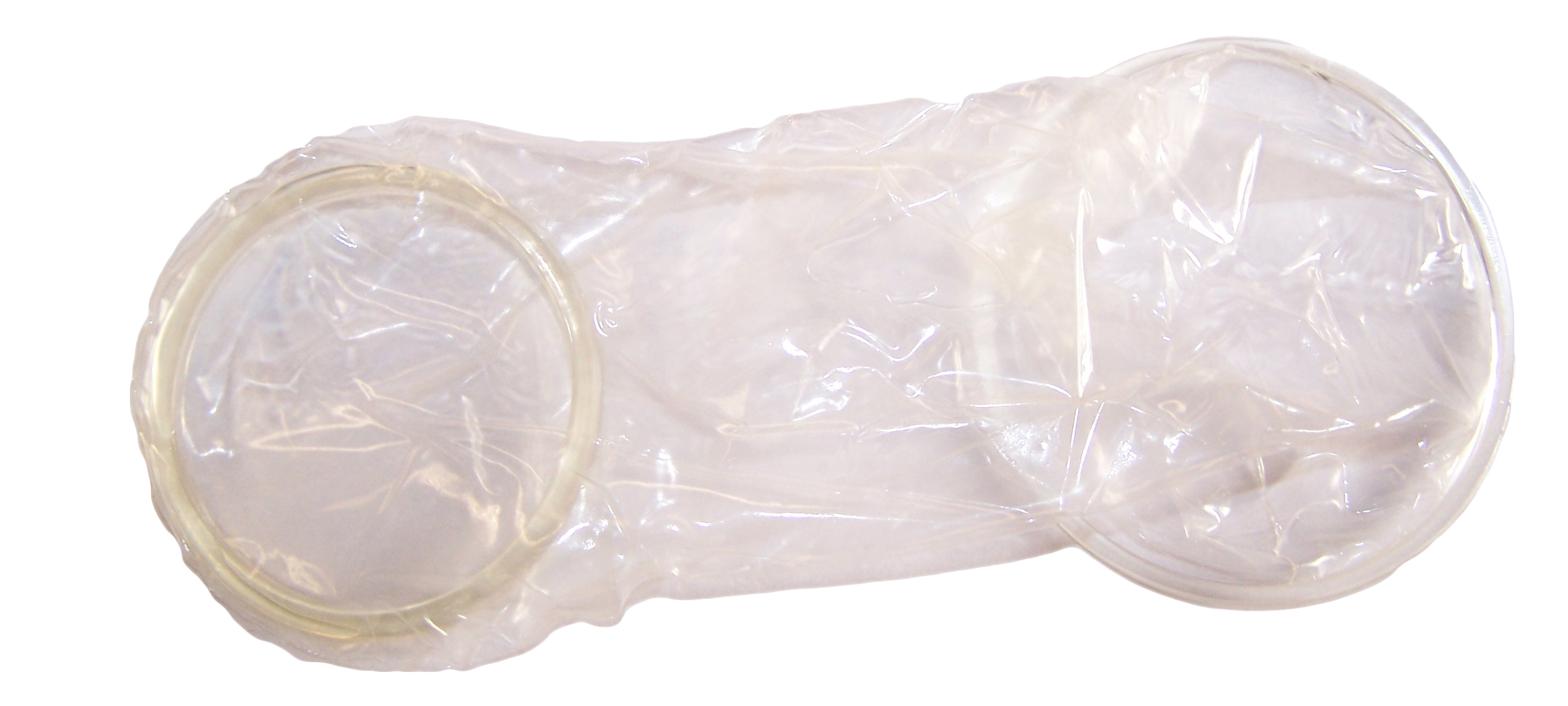
قلنسوة أوعازل أنثوي

للعازل الذكريّ حلقة ضيّقة تُشكِّل خاتماً محيطاً بالقضيب، أما العازل الأنثوي يمتلك عادةً حلقة متيبّسة لتمنع انزلاقها إلى جسم المهبل. أنتجت الشركة الصحيّة الأنثويّة the Female Health Company عازلاً أنثوياً، صُنع أساساً من البولي يورثان، ولكن الإصدارات الأحدث صُنعت من مطاط النتريل. كما أنتجت شركة Medtech Products عازلاً أنثوياً مصنوعاً من اللاتكس.

### المواد

#### اللاتكس الطبيعيّ

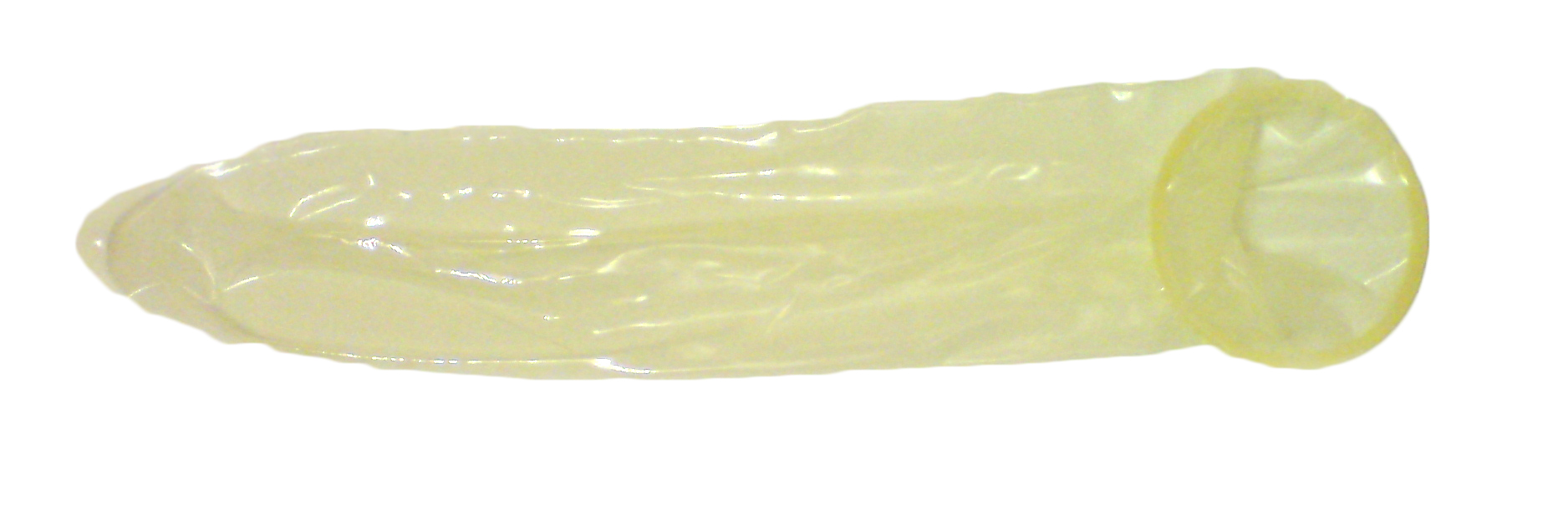
عازل ذكريّ من اللاتكس مفرود

للاتكس خصائص مرنة مُميَّزة: فقوّة الشدّ مثلاً تتجاوز 30 ميجا باسكال (مليون باسكال) ويمكن أن يمتد العازل الذكري المصنوع من اللاتكس ما يزيد عن 800% من طوله الأصلي قبل أن يتمزَّق. وفي عام 1990، وضعت منظمة ISO آيزومعاييراً لإنتاج العازل الذكريّ (آيزو4074، عازل ذكري مطاطيّ من اللاتكس الطبيعيّ)، ومن ثُمّ أوجد الاتحاد الأوربي معياره الخاص أيضاً (المعيار 93/42/إي إي سي المتعلّق بالتجهيزات الطبيّة). يُختبر كل عازل ذكريّ من اللاتكس لتحرِّي وجود الثقوب، وذلك باستخدام التيار الكهربائي. وعندما يجتاز العازل الذكريّ الاختبار يُلَفّ ويُعبَّاً. بالإضافة إلى ذلك، يخضع أحد العوازل من كل دفعة لاختبار تسريب مياه واختبار انفجار بعد الملء بالهواء.

في حين أن مزايا اللاتكس جعلته أشيع المواد التي يُصنَّع منها العازل الذكريّ، إلا أن لها بعض السلبيّات. فالعازل الذكريّ المصنوع من اللاتكس يتلف عند استخدامه مع المواد المستندة إلى النفط كزيوت التشحيم كالهلام النفطيّ وزيت الطهيّ وزيت الطفل والزيوت المعدنيّة ومستحضرات البشرة والكيرمات الباردة والزبدة والسمن. فتعرُّض العازل الذكريّ للنفط يرجّح تمزّقه أوانزلاقه بسبب فقدان المرونة بسبب التعرُّض للمادة المشتقّة من النفط. بالإضافة إلى ذكل، فإن الحساسية تجاه اللاتكس قد تمنع المستخدم من استخدام عازل ذكريّ مصنوع من اللاتكس، وهذه الحساسيّة تُعتبر أحد الأسباب الرئيسيّة لاستخدام مواد أخرى في تصنيع العوازل الذكريّة. في مايو/أيار 2009 وافقت إدارة الغذاء والدواء الأمريكيّة على إنتاج عوازل ذكريّة من الفايتكس، وهي عبارة عن اللاتكس المُعالج (يُعالج بإزالة 90% من البروتينات المسؤولة عن ردات الفعل التحسُسِيّة). جديرٌ بالذكر أن العازل الذكريّ غير المُسبِّب للحساسية على الإطلاق مصنوع من لاتكس اصطناعيّ (بوليسوبرين) وهومتاح أيضاً.

#### الاصطناعي
أشيع العوازل الذكريّة غير المصنوعة من اللاتكس، تُصنع من البولي يوريثين. ويمكن أن يُصنع العازل الذكريّ من مواد اصطناعية أخرى كـ AT-10 resin، بالإضافة إلى أن الأشيع حالياً يُصنع من البوليسوبرين.

فالعوازل الذكرية المصنوعة من البولي يوريثان تميل إلى أن تكون بنفس سماكة وعرض العوازل الذكريّة المصنوعة من اللاتكس الطبيعيّ، حيث تتراوح ثخانة معظم هذه العوازل بين 0.04 و0.07 مم.

يمكن أن يُعتبر البولي يوريثان أفضل من اللاتكس في عدة أوجه: فالتوصيل الحراري أفضل في البولي يوريثان منه في اللاتكس، كما أن البولي يوريثيان أقل حساسيّة تجاه الحرارة والأشعة فوق البنفسجيّة (وبالتالي فمتطلبات تخزينه أقل بالإضافة إلى أن عمره أطول)، ويمكن استخدام حتى في حالة وجود مواد مشتقة من النفط كزيوت التشحيم، كما أنه أقل إثارة للتحسُّس من اللاتكس، وليس له أي رائحة. وقد حصلت العوازل الذكريّة المصنوعة من البولي يوريثيان على موافقة FDA للبيع في الولايات المتحدة الأمريكيّة باعتباره طريقة فعالة لمنع الحمل ومنع انتقال فيروس HIV، وقد أظهرت هذه العوازل في الظروف المخبريّة فعاليتها كاللاتكس في هذه الأغراض.

على أي حال، فإن العوازل الذكريّة المصنوعة من البولي يوريثيان أقل مرونة من تلك المصنوعة من اللاتكس، وقد تكون أكثر عرضة للانزلاق أوالتمزُّق من اللاتكس، كما أنها تفقد شكلها أكثر من اللاتكس، كما أنها أغلى من اللاتكس.

فالبولي يوريثيان إصدرار اصطناعي من اللاتكس المطاطيّ الطبيعيّ. وبينما يكون أغلى ثمناً بوضوح، فإن لللاتكس ميّزات أيضاً عن البولي يوريثيان (ككونه أنعم وأكثر مرونة من من البولي يوريثيان) باستثناء وجود البروتين الذي قد يُسبِّب الحساسيّة عند بعض الأشخاص في اللاتكس. ومن الشائع القول بأن العوازل الذكرية المصنوعة من البولي يوريثيان أفضل كونها توصل درجة حرارة الجسم بشكل أفضل، وعلى عكس العوازل المصنوعة من البولي يوريثيان فإن العوازل الذكريّة المصنوعة من اللاتكس لا يمكن استخدامها عند وجود مادة شحميّة مثلاً على القضيب.

#### اللامبسكين
يُشار إلى العوازل الذكرية المصنوعة من أمعاء الخراف باسم "lambskin" التي تعني جلد الخراف. وعلى الرغم من كونها فعّالة كوسيلة لمنع الحمل عبر منعها الحيوانات المنويّة، ولكنها غير فعّالة كوسيلة للوقاية من الأمراض المنقولة جنسياً مثل اللاتكس، وذلك بسبب وجود مسام في مادة العازل. يعتمد هذا على فكرة أن أغشية الأمعاء بطبيعتها أغشية مساميّة جداًقابلة للاختراق، وبينما تكون الحيوانات المنويّة كبيرة جداً وغير قادرة على المرور من خلال ثقوب الأغشية، تكون الفيروسات كفيروس HIV والهربس والثآليل التناسليّة صغيرة بما فيه الكفاية لتستطيع المرور من خلالها. على أي حال، لا يوجد حتى اليوم أي بيانات سريريّة تؤكد أوتني هذه النظريّة. يعتقد البعض أن جلد عازل lambskin اللامبسكين يمنح إحساساً أكثر «طبيعيّة»، وأنها (أي عوازل اللامبسكين) تفتقر إلى المواد المسببة للحساسيّة المتأصلة في اللاتكس، ولكن بسبب حمايتها المنخفضة تجاه العدوى، يُوصى باستخدام مواد أخرى أقل إثارةً للحساسيّة كالبولي يوريثان كمادة يُنصح بها بالنسبة لمستخدمي العوازل الذكريّة الذي يحملون حساسيّة تجاه اللاتكس أوبالنسبة للشركاء الذين يتحسَّسون للاتكس. عوازل اللامبسكين أغلى مما سواها من أنواع العوازل الذكريّة وذلك لأنها من مواد غير نباتيّة.

### مبيد النطاف
يتم تزويد بعض العوازل الذكريّة في المصنع بكمية قليلة من النونوكسينول-9 وهومادة كيميائية قاتلة للنطاف. وطبقاً لتقارير المستهلكين فإن العوازل الذكرية المُزوَّدة بمبيد للنطاف ليس لها أي فائدة إضافية في منع الحمل، بل مدة صلاحيتها أقل، وقد تُسبِّب عدوى في السبيل البولي عند الإناث. في المقابل، يُعتقد أن تطبيق مبيد النطاف المُعبَّاً بشكل منفصل يزيد فعالية منع الحمل عند استخدام العازل الذكري.

اِعتُقد فيما مضى أن النونكسينول-9 يوفر حماية إضافية ضد الأمراض المنقولة جنسياً (بما في ذلك فيروس HIV المُسبِّب لمرض الإيدز)، ولكن دراسات حديثة أظهرت أنه ومع الاستخدام المتكرر، فإن النونكسينول قد يزيد خطر نقل فيروس HIV (المُسبِّب لمرض الإيدز). تقول منظمة الصحة العالمية أنه لا ينبيغي الترويج للعوازل الذكريّة المطلية بمبيدات النطاف. ومع ذلك، فإنها توصي باستخدام العازل الذكري المطلي بالنونكسينول-9 بدلاً من عدم ارتداء عازل ذكريّ على الإطلاق. واعتباراً من عام 2005، توقَّف تسعة مُصنِّعين للعوازل الذكرية عن تصنيع العوازل المطلية بالنونكسينول-9 كما توقفت جمعية تنظيم الأسرة الأمريكية عن توزيع العوازل الذكريّة المطلية.

### المضلع والمرصع

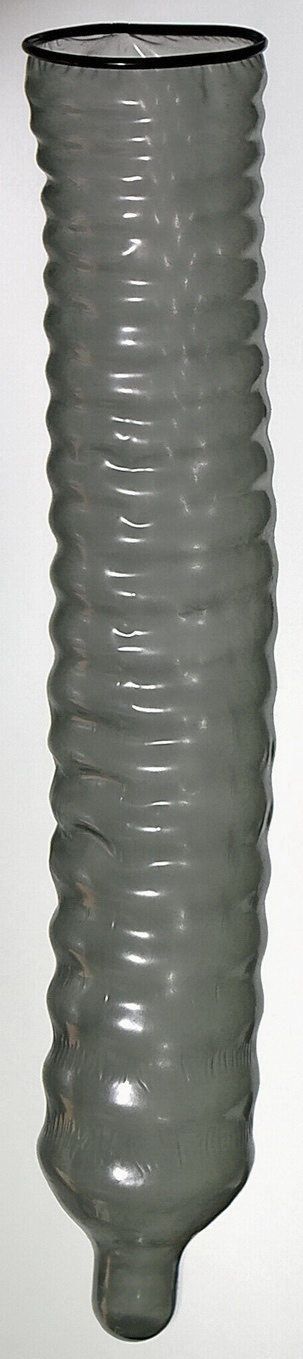
عازل مضلَّع

تشمل العوازل الذكريّة المحكمة العوازل الذكريّة المُضلّعة والمُرصَّعة، والتي قد تُوفِّر أحاسيس إضافيّة لكلا الشريكين. يشمل تصميم هذه العوازل الذكريّة على أضلاع أوأزرار موضوعة في الداخل أوفي الخارج أوكلا الناحيتين، وقد تتوضع بدلاً من ذلك في أماكن معينة لتمنح إثارة مباشرة للبقعة جي أواللجام. كما يُروَّج للعديد من العوازل الذكريّة المحكمة باعتبارها تمنح «متعة متبادلة»، وتمتلك هذه العوازل في قمتها شكلاً بصليَّاً لتوفِّر إثارة إضافية للقضيب. كما تختبر بعض النساء هياجاً خلال الجماع المهبلي باستخدام عازل ذكريّ مُرصَّع.

### أخرى
هناك العازل المضاد للاغتصاب وهوتصميم متنوّع للعازل الذكريّ بغية ارتداءه من قبل المرأة. وهومُصمَّم لكي يُسبِّب ألماً للمهاجم، مما يمنح الضحية فرصةً للهرب.

أما عازل الجمع فيُستخدم لجمع السائل المنوي لعلاجات الخصوبة أولتحليل السائل المنويّ. تُصمَّم هذه العوازل لزيادة عمر الحيوانات المنويّة.

كما أن هناك بعض الأدوات الشبيهة بالعوازل الذكريّة المُصمَّمة للترفيه فقط، كعوازل glow-in-the-dark. لا تقدم هذه العوازل أي حماية من حدوث الحمل أومن انتقال الأمراض المنقولة جنسياً.

## الانتشار
يزداد انتشار استخدام العوازل الذكريّة بشكل متعاظم بين البلدان. تتركَّز الأبحاث حول استخدام وسائل منع الحمل بين النساء المتزوجات أوبين النساء في العلاقات غير الرسميّة. لليابان أعلى معدل في استخدام العوازل الذكريّة في العالم: ففي هذا البلد تُمثِّل العوازل الذكريّة حوالي 80% من وسائل منع الحمل المُستخدمة بين النساء المتزوِّجات. وسطياً، في البلدان المتقدِّمة، يكون العازل الذكريّ الوسيلة الأشيع استخداماً لتنظيم الأسر: حيث أن 28% من مستخدمي وسائل منع الحمل المتزوجين يعتمدون على العازل الذكري. أما في البلدان الأقل تطوراً، وسطياً، تُستخدم العوازل الذكريّة على نحوٍ أقل: حيث أن 6-8% فقط من مستخدمي وسائل منع الحمل المتزوجين يختارون العوازل الذكريّة.

## التاريخ

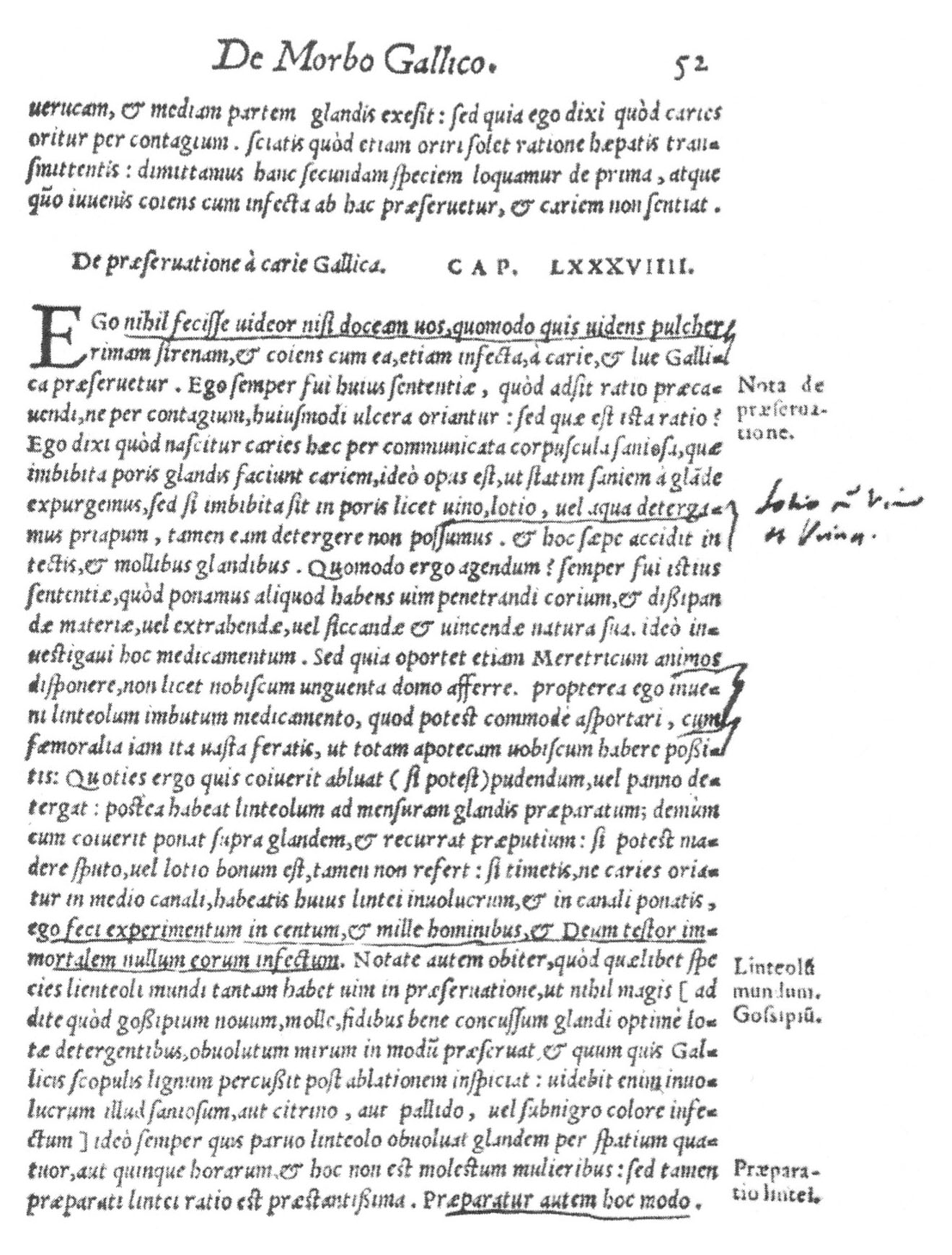
صفحة من دي موربوغاليكو (الداء الإفرنجي "الفرنسي")، أطروحة غابرييل فالوبيوعن مرض السفلس (مرض الزهريّ). نُشرت عام 1564، وهي تصف ما يحتمل كونه أول استخدام للعوازل الذكريّة.

### قبل القرن التاسع عشر
ناقش علماء الآثار والمؤرخون فيما إذا كان العازل الذكريّ قد اِستُخدم في الحضارات القديمة.:11 وقد نُظر إلى منع الحمل عموماً باعتباره مسؤوليّة المرأة في مصر القديمة واليونان وروما، وكانت وسائل منع الحمل الوحيدة الموثوقة بشكل جيد أجهزة تتحكم بها الإناث.:17,23 في آسيا قبل القرن الخامس عشر، سًجِّل استخدام عوازل الحشفة (وهي أجهزة تُستخدم لتغطية الحشفة أي رأس القضيب). ويبدوأن العوازل الذكريّ قد استُخدمت لمنع الحمل، ولم يعرفها إلا أفراد الطبقات العليا. في الصين، صُنعت عوازل الحشفة من أوراق الحرير المعالج أومن أمعاء الضأن. أما في اليابان، فقد صُنعت من درع السلحفاة أومن قرون الحيوانات.:60–1

في القرن السادس عشر في إيطاليا، كتب عالم التشريح والطبيب غابرييل فالوبيوأطروحة عن مرض الزهريّ (السفلس).:51,54–5 وقد ظهرت أقدم سلالة مُوثَّقة من مرض الزهريّ في أوروبا في تفشِّي تسعينيات القرن الخامس عشر 1490s، مُسبِّبَةً أعراضاً شديدة وغالباً مؤدِيَةً للموت خلال بضعة أشهر من الإصابة بالمرض. وتُعتبر أطروحة فالوبيوأقدم وصف غير متنازع عليه لاستخدام العازل الذكريّ: فهي تصف أغطية من الكتان المنقوعة في محلول كيميائي وتُترك هذه الأغطية لتجفّ قبل استخدامها. كانت الملابس التي وصفها بحجم مناسب لتغطية حشفة القضيب، ومن ثُمَّ تُعقد بشريط.:51,54–5 وقد ادَّعى فالوبيوأن تجربة غمد الكتان أظهرت حماية ضد الزهريّ.

بعد هذا، وُصفت تغطية القضيب للحماية من الأمراض في أدبيات عديدة عبر أوروبا. وأول إشارة إلى هذه الأجهزة تحدَّثت عن كونها تُستخدم لتنظيم النسل بدلاً من الحديث الوقاية من الأمراض، كانت هذه الإشارة في عام 1605 في منشور لاهوتيّ De iustitia et iure (حول العدالة والقانون) والذي نشره اللاهوتيّ الكاثوليكيّ ليونارديوس ليسيوس الذي أدانها (أجهزة تغطية القضيب) واعتبرها غير أخلاقيّة.:56 عام 1666، نسبت اللجنة البريطانية لمعدل المواليد، نسبت معدل الولادات المنخفض إلى استخدام الـ "Condons" وهوأول استخدام مُوثَّق لهذه الكلمة (أوأي لفظ مُشابه).:66–8 (هناك هجاءات وألفاظ أخرى تتضمن Condam وQuondam، والتي اقترح منها الاشتقاق الإيطالي Guantone من Guanto والتي تعني قفاز).

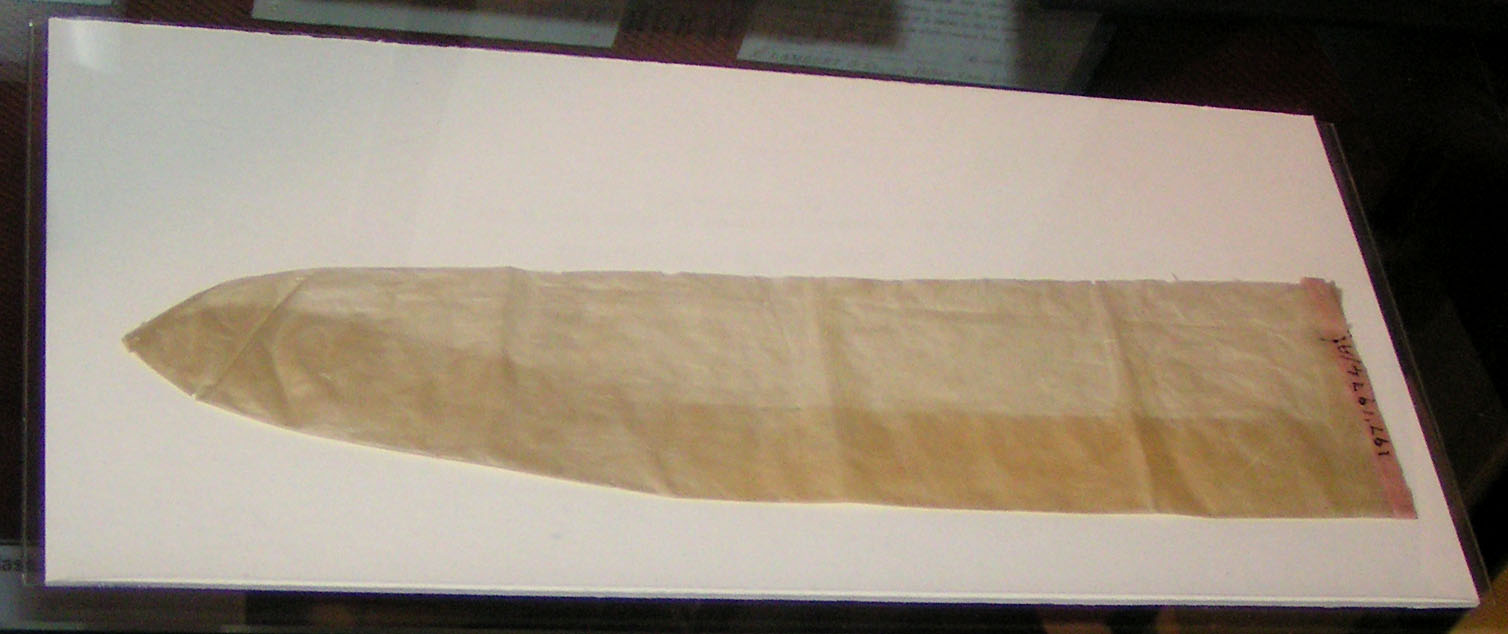
عازل ذكريّ مصنوع من أمعاء حيوان، حوالي 1900

بالإضافة إلى الكتان، فقد صُنعت العاولز الذكريّة من الأمعاء والمثانة. آواخر القرن السادس عشر، قدم التجار الهولنديون العوازل الذكريّ المصنوعة من «الجلود الناعمة» من اليابان. وخلافاً للعوازل الذكري القرنيّة التي استخدمت سابقاً، فإن هذه العوازل كانت تغطي القضيب بالكامل.:61

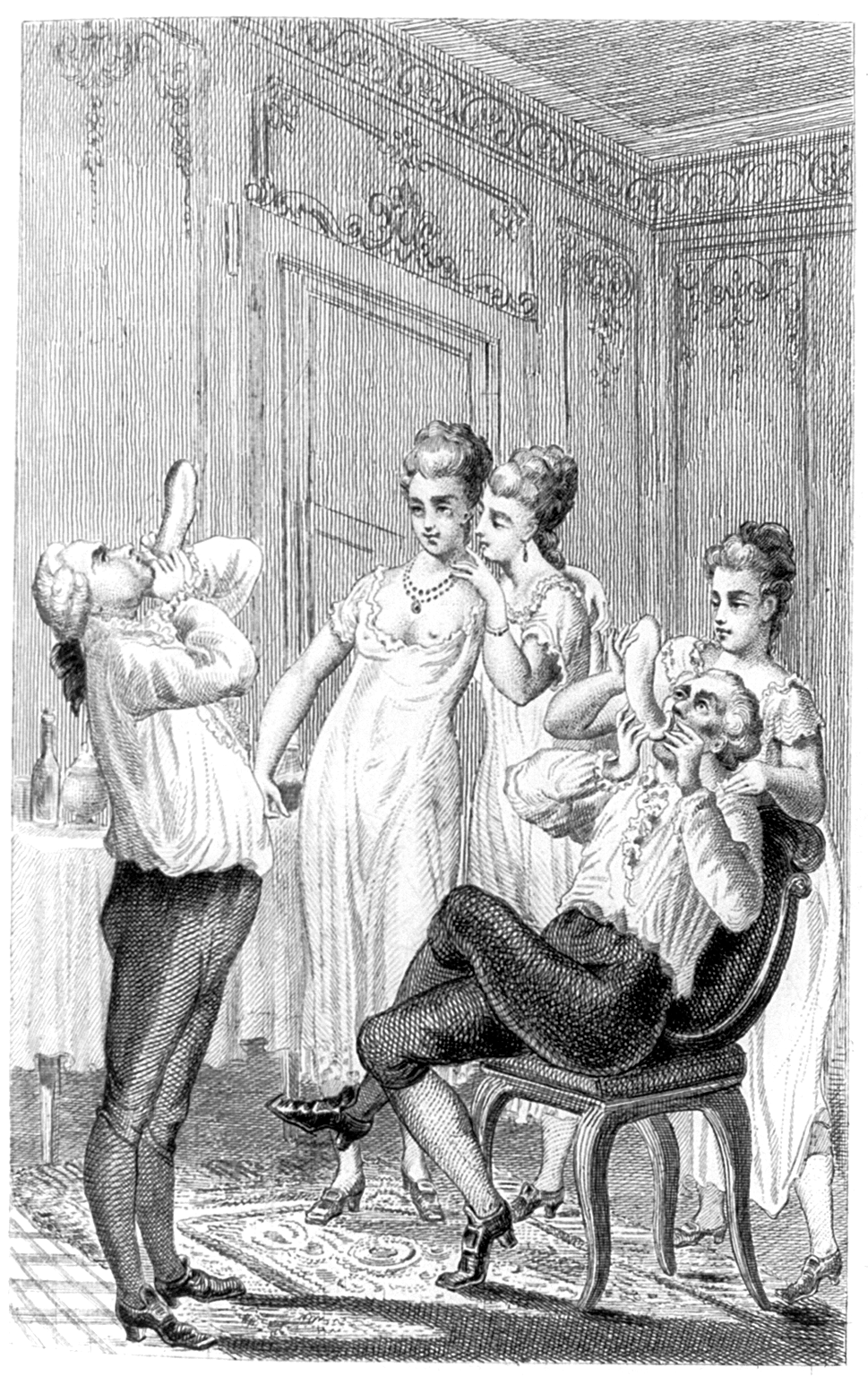
جاكوموكازانوفا يختبر عازله الذكريّ إذا ما كان يحتوي على ثقوب عبره نفخه

في القرن الثامن عشر كان كازانوفا واحداً من أول الذين ذُكر أنهم استخدموا «قبعات الضمان» لمنع تشريب عشيقاته.

وبدءاًمن القرن الثامن عشر على الأقل، كان استخدام مُعَارَضَاً في بعض الدوائر القانونية والدينيّة وطبيّة لنفس الأسباب التي تُعطى اليوم: فالعوازل الذكريّة تُقلّل احتمال الحمل، والتي يعتقد البعض أنه أمرٌ غير أخلاقيّ أوغير مرغوب من قبل الأمة، كما أنها لا تمنح حماية كاملة تجاه الأمراض المنقولة جنسياً، بينما كان يُعتقد أن تصديق حمايتها للأمراض والحمل مُشجِّعاً على العلاقات الجنسيّة غير الشرعيّة، كما أنها كانت لا تُستخدم باستمرار بسبب عدم الراحة أثناء الممارسة بالإضافة أونفقاتها أوفقدان الإحساس.:73,86–8,92

وعلى الرغم من وجود معارضة لاستخدام العازل الذكريّ آنذاك، إلا أن سوق العازل الذكريّ نما بسرعة. ففي القرن الثامن عشر، كانت العوازل الذكريّة متوفرة بتنوُّع بالجودة والقياس، وكانت مصنوعة من الكتان المُعامل كيميائيَّاً أومن «الجلد» (الأمعاء أوالمثانة المُرقَّقة بالمعالجة بالكبريت ومحلول هيدروكسيد الصوديوم).:94–5 وكانت العوازل الذكرية تُباع في الحانات ومحلات الحلاقة ومحلات المواد الكيميائية وفي أسواق الهواء الطلق وعند المسارح في أوروبا وروسيا.:90–2,97,104 انتشرت فيما بعد إلى أمريكا، وعلى الرغم من هذا الانتشار الجغرافيّ إلا أنها كانت تُستخدم من قبل الطبقات المتوسطة والعليا في المجتمع وذلك بسبب تكلفتها بالإضافة إلى نقص التربية الجنسيّة.:116–21

### من 1800 وحتى عشرينيات القرن العشرين

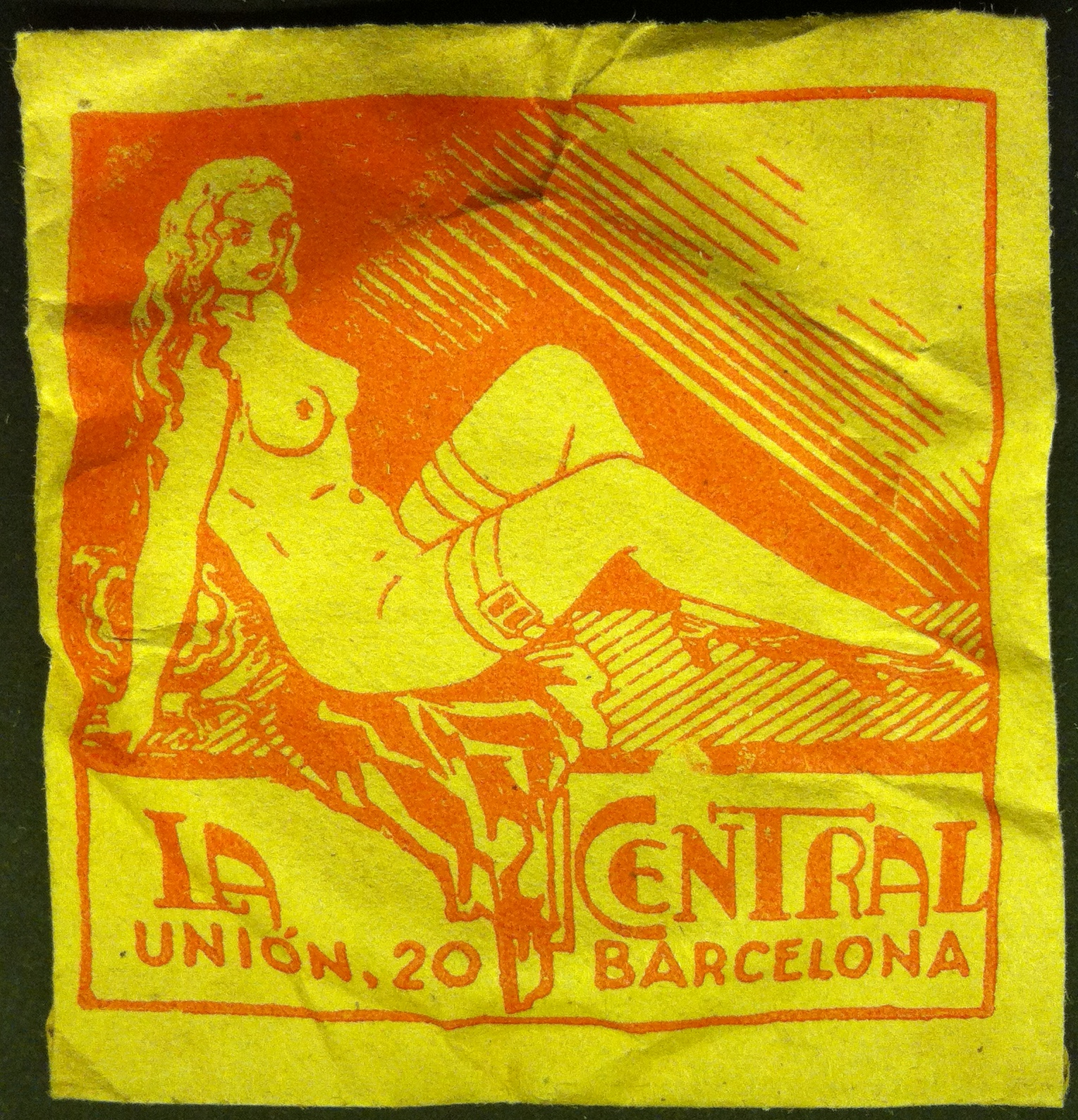
غلاف علبة عازل ذكريّ قديمة الطراز

شهدت أوائل القرن التاسع عشر ترويج وسائل منع الحمل في أوساط الفقراء للمرة الأولى، وقد مال الكتاب الذين يتناولون موضوع وسائل منع الحمل إلى تفضيل الأساليب الأخرى من تنظيم النسل. وبحلول أواخر القرن التاسع عشر عبَّر العديد من ناشطي النسويّة عن عدم ثقتهم في العازل الذكريّ كوسيلة لمنع الحمل، وذلك لأن استخدامه والتحكُّم به يتم من قبل الرجال فقط، وبدلاً عن العازل الذكريّ فقد روَّج ناشطوالنسويّة لوسائل منع الحمل التي تتحكَّم بها النساء كالحاجز والغسولات مبيدة النطاف.:152–3 بينما انتقد كتّاب آخرون كلفة العازل الذكريّ وعد وثوقيته كوسيلة لمنع الحمل (كانت العوازل الذكريّة مليئة بالثقوب، وكثيراً ما تنزلق أوتتمزَّق)، إلا أنهم ناقشوا جودة العازل الذكريّ كخيار جيّد بالنسبة للبعض، وبوصفه وسيلة منع الحمل الوحيدة التي تقي من الأمراض.:88,90,125,129–30

أصدت العديد من البلدان قوانين تمنع تصنيع وسائل منع الحمل والترويج لها.:144,163–4,168–71,193 على الرغم من هذه القيود، فقد تم الترويج للعوازل الذكريّة من خلال المحاضرين المسافرين، بالإضافة إلى الإعلانات في الصحف، وذلك باستخدام تعبيرات بديلة في الأماكن التي كانت فيها إعلانات العازل غير قانونيّة.:127,130–2,138,146–7 كما تم توزيع تعليمات حول كيفية صنع العازل الذكريّ في المنزل في الولايات المتحدة وأوروبا.:126,136 على الرغم من المعارضة الاجتماعية والقانونيّة فقد كان العازل الذكريّ وسيلة تنظيم النسل الأكثر شعبيّة في العالم الغربيّ بحلول نهاية القرن التاسع عشر.:173–4

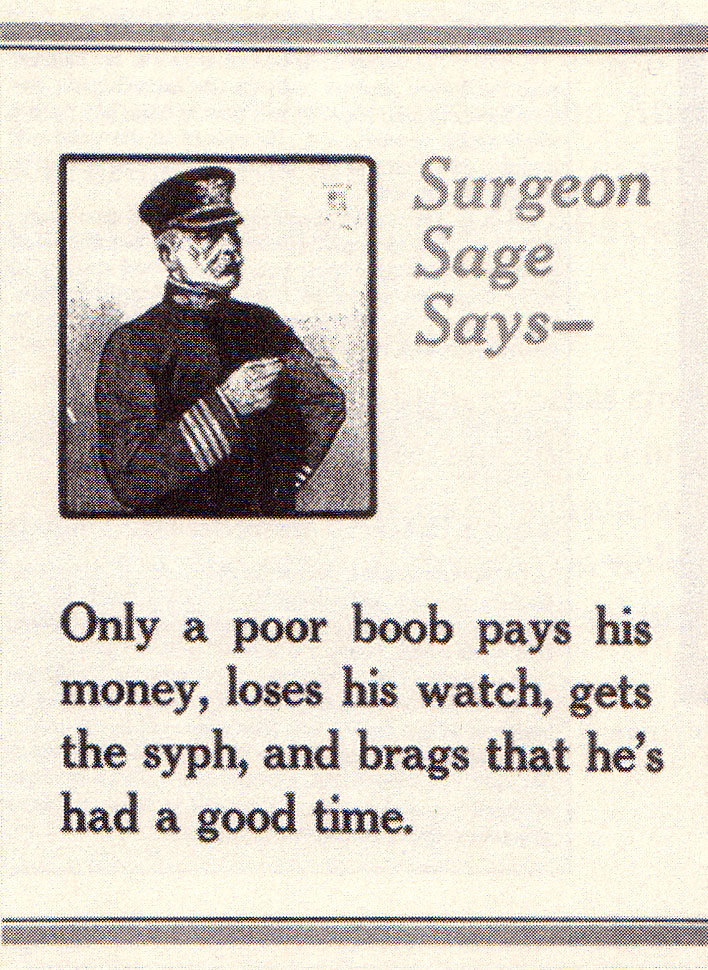
خلال الحرب العالمية الأولى كانت قوات الولايات المتحدة المسلّحة الوحيدة التي لم تروّج لاستخدام العازل الذكريّ. فملصقات كهذه كانت موجَّهةً لتشجيع الامتناع عن استخدامها.

بدءاً من النصف الثاني من القرن التاسع عشر، ارتفعت معدّلات الأمراض المنقولة جنسياً بين الأمريكان بشدّة.

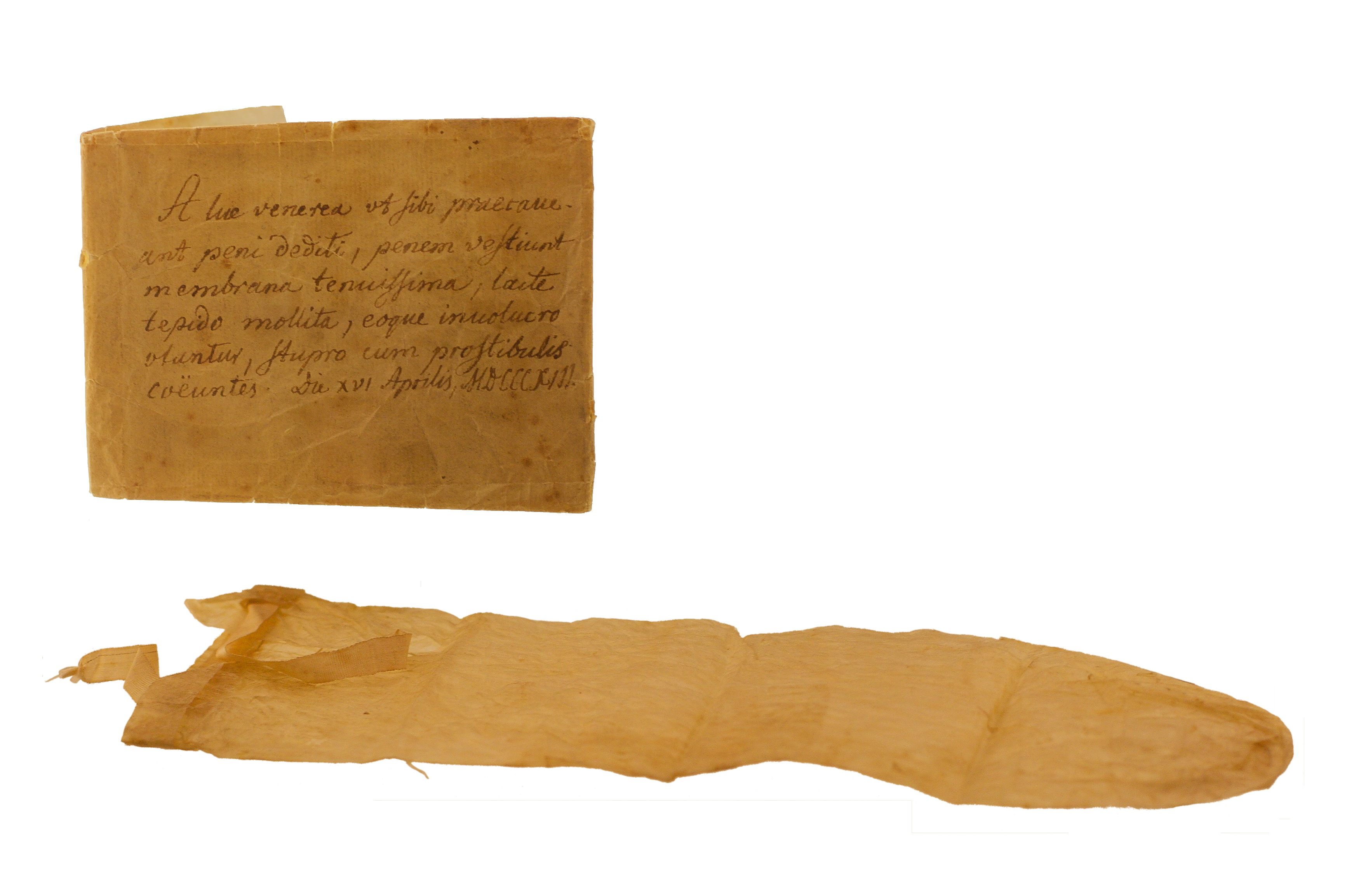
عازل ذكري يعود للعام 1813

كان القوات المسلحة الألمانية أول من يُشجِّعُ على استخدام العازل الذكريّ بين جنودها، بدءاً من آواخر القرن التاسع عشر.:169,181 كذلك خلصت تجارب أجرتها القوات المسلحة الأمريكيّة في بدايات القرن العشرين إلى أن توفير العوازل الذكريّة بين جنودها قد أدَّى إلى تخفيض معدلات انتقال الأمراض المنقولة جنسياً بشكل واضح.:180–3 وخلال الحرب العالمية الأولى، كان جنود الولايات المتحدة الأمريكيّة وجنود بريطانيا (في بداية الحرب فقط) الوحيدين في أوريا الذين لم تُوفر لهم سلطات بلادهم العوازل الذكريّة أوتوزعها عليهم.:187–90

وفي العقود التي تلت الحرب العالمية الأولى، ظلت بعض العقبات الاجتماعية والقانونية تحول دون استخدام العازل الذكريّ في الولايات المتحدة الأمريكيّة وأوروبا.:208–10 عارض سيغموند فرويد مؤسس مدرسة التحليل النفسيّ كل وسائل التحكُّم بالنسل، على أساس أن معدلات فشل هذه الوسائل عالية للغاية. وقد عارض فرويد العازل الذكريّ بشكل خاص لأنه اعتقد أنه يقلل من الرضا الجنسيّ. وقد استمر بعض النسويِّين في معارضتهم لوسائل الحمل المُتحكَّم بها من قبل الرجال كالعازل الذكريّ. وفي عام 1920، أدان مؤتمر لامبيث في كنيسة إنجلترا جميع «الوسائل غير الطبيعيّة لتجنُّب الحمل». كما اشتكى المطران آرثر واشنطون-انجرام من العدد الهائل من العوازل الذكريّة الملقاة في الأزقة والحدائق، خصوصاً بعد عطلة نهاية الأسبوع وفي العطلات.:211–2

على أي حال، استمرت الجيوش الأوروبيّة بتقديم العوازل الذكريّة إلى منتسبيها للوقاية من الأمراض، حتى في البلدان التي كان العازل الذكريّ فيها غير قانونيّ بالنسبة لعامة الناس.:213–4 وخلال عشرينيّات القرن العشرين، باتت الأسماء الجذابة والتغليف الجيّد، تكتيكاً تسويقياً هاماً بالنسبة للكثير من السلع الاستهلاكيّة، ومنها السجائر والعوازل الذكريّة.:197 وقد أصبح اختبار الجودة أكثر شيوعاً، وشمل ملء كل عازل ذكريّ بالهواء ومن ثُمّ مراقبة تسرُّب الهواء.:204,206,221–2 وقد تضاعفت مبيعات العوازل الذكريّة في عشرينيات القرن العشرين.:210

### تقدُّم التصنيع
في 1839، اكتشف تشارلز جوديير طريقة لمعالجة المطاط الطبيعيّ، الذي يكون قاسٍ جداً في الشتاء وناعماً جداً في الظروف الدافئة، وذلك عبر جعله مرناً. وقد أثبتت هذه الطريقة امتلاكها للعديد من المزايا، على عكس العازل الذكريّ المُصنَّع من أمعاء الأغنام، حيث يمكن لهذه العوازل الذكريّة أن تتمدد ولا تُدمِّع بسرعة عند استخدامها. وقد حصل جوديير على براءة اختراع لمعالجة المطاط في عام 1844. وقد أُنتج أول عازل ذكريّ مطاطيّ عام 1855. وكانت العوازل الذكريّة الأولى سميكة بسماكة الأنبوب الداخليّ للدراجة. وإلى جانب هذا النوع، كان هناك نمط من العوازل الذكريّة الصغيرة التي تغطي الحشفة فقط، وقد استخدم هذا النوع في إنجلترا والولايات المتحدة. من مساوئ هذا النوع من العوازل الذكريّة فقدانها أوفي حال كانت الحلقة المطاطية ضيّقة قد تضغط على القضيب. كان هذا النوع من العوازل الذكريّة أصل الكبوت (الفرنسيّة: Capote)، ربما بسبب تشابهه مع جهاز القلنسوة عند المرأة الذي كان مُستعملاً في ذاك الوقت، والذي كان يُسمَّى كبوتاً أيضاً.:199–200

ولعدة عقود، كانت العوازل الذكريّة المطاطيّة تُصنَّع بواسطة شرائط من المطاط الخام تُغلِّف قوالب على شكل قضيب، ثم غمس القوالب المغلَّف في محلول كيميائيّ لمعالجة المطاط.:148 وفي عام 1912، قام المخترع البولندي جوليوس فروم بتطوير تقنيّة تصنيع محسّنة للعوازل الذكريّة، عبر غمس القوالب الزجاجيّة في محلول مطاط خام. وقد تطلبت هذه الطريقة إضافة الجازولين أوالبينزن إلى المطاط لجعله سائلاً.:200 وقد اخترع اللاتكس وهوالمطاط المُعلَّق في الماء عام 1920. وتطلَّبت العوازل الذكريّة من اللاتكس يد عاملة أقل لإنتاج العوازل، والذي كان من الضروري تمهيد عملية إنتاجها بالفرك والتشذيب. وقد حد استخدام المياه لتعليق المطاط بدلاً من الجازولين والبنزن، حدَّ من خطر نشوب الحرائق، حيث قد كان هذا الخطر حاضراً في جميع مصانع العوازل الذكريّة سابقاً. وقد كانت العوازل الذكريّة اللاتكس ذات أداء أفضل بالنسبة للمستخدمين: حيث كانت هذه العوازل أقوى وأرق من العوازل الذكريّة المطاطيّة، وقد كان عمرها الافتراضيّ خمس سنوات (مقارنة بثلاثة أشهر بالنسبة للعازل المطاطيّ).:199–200

وحتى العشرينيات، كانت العوازل الذكريّة تُغمس فرداىً يدوياً من قبل عمال. وخلال العقد الثاني من القرن العشرين، أُحرز تقدّم في أتمتة خطوط إنتاج العازل الذكريّ. وقد تم تسجيل باءة اختراع لأول خط إنتاج مؤتمت بالكامل في عام 1930. وقد اشترت مصانع العوازل الذكريّة الكبيرة أنظمة نقل، بينما أُخرجت المصانع الصغيرة خاج سوق العمل.:201–3 وقد أصبح العازل الجلديّ أغلى بشكل واضح من صنف اللاتكس، وبهذا أصبح مقصوراً على الطبقة الراقية.:220

### منذ عام 1930 وحتى الآن
في عام 1930، أقر مؤتمر لابيث للكنيسة الأنغليكانية استخدام الأزواج لتحديد النسل. وفي عام 1931، أصدر المجلس الفيدرالي لكنائس الولايات المتحدة الأمريكيّة بياناً مُشابهاً.:227 وردَّت الكنيسة الكاثوليكيّة الرومانيّة بإصدار إعلان الرسالة البابويّة عن عفّة الزواج، التي أكَّدت معارضتها لكل وسائل الحمل، وهوموقف لم تتراجع عنه الكنيسة أبداً.:228–9

بدأت القيود القانونيّة خلال ثلاثينيات القرن العشرين تُحلّ.:216,226,234 ولكن خلال هذه الفترة زادت النازيّة الألمانيّة والفاشيّة الإيطاليّة القيود المفروضة على العوازل الذكريّة (حيث بقيت مبيعاتها محدودةً، حيث سُمح ببيعها باعتبارها وسائل وقايّة من الأمراض فقط).:252,254–5 وخلال فترة الكساد، حصلت خطوط شميد للعوازل الذكريّة على شعبيّة أوسع، حيث استمر شميد بتصنيع العوازل الذكريّة بالطريقة ذاتها المذكورة أعلاه والتي كان لها مزايا عن عوازل اللاتكس على تنوُّعها. فأولاً، فعوازل شميد كان آمنة للاستخدام على الرغم من وجود شحميّات المواد النفطيّة. ثانياً، كانت الإصدارات المطاطيّة الأقدم قابلة لإعادة الاستخدام مرة أخرى، ولهذا أهمية كبيرة في فترة الكساد لما يمثِّلُه من قدرة على التوفير مما شجَّع على استخدامها على الرغم من أنها أقل راحة لمرتديها.:217–9 وتوجَّه انتباه كبير لقضايا الجودة في ثلاثينيّات القرن العشرين، كما بدأت إدارة الغذاء والدواء الأمريكيّة بتنظيم جودة العوازل الذكريّة المُباعة في الولايات المتحدة.:223–5

وخلال الحرب العالمية الثانية، لم يتم توزيع العوازل الذكريّة بين أفراد القوات المسلّحة الأمريكيّة الذكور قط، بل تم الترويج لها بشكل كبير في الأفلام والملصقات والمحاضرات.:236–8,259 كما روَّجت جيوش أوروبا وآسيا على طرفي النزاع للعوازل الذكريّة بين أفراد قوّاتها خلال الحرب، حتى ألمانيا التي منعت كل المدنيين الألمان من استخدام العوازل الذكريّة عام 1941.:252–4,257–8 وجد الجنود عدداً من الاستخدامات غير الجنسيّة للعوازل الذكريّة على أجهزة ما تزال مستخدمةً حتى يومنا هذا، ويعود هذا جزئياً إلى وفرة العوازل الذكريّة.

بعد الحرب، استمرت مبيعات العوازل الذكريّة بالازدياد. فبين عامي 1955 و1965 اعتمد 42% من الأمريكيين في سن الإنجاب على العوازل الذكريّة في تحديد النسل. وفي بريطانيا وبين عامي 1950 و1960 استخدام حوالي 60% من الأزواج العوازل الذكريّة. وأصبحت حبوب منع الحمل الوشيلة الأشيع على مستوى العالم لتحديد النسل في السنوات التي تلت عام 1960، بينما حلَّت العوازل الذكريّة ثانياً. وقد شجَّعت الوكالة الأمريكيّة للتنمية الدوليّة على استخدام العوازل الذكريّة في الدول النامية لحل «أزمات السكان في العالم»: وبحلول 1970 اِستُخدمت مئات الملايين من العوازل الذكريّة كل عام في الهند.:267–9,272–5(ازداد هذا العدد في العقود الأخيرة: ففي عام 2004 اشترت الحكومة الهنديّة 1.9 مليار عازل ذكريّ لتوزيعها في عيادات تنظيم الأسرة).

وفي ستينيات وسبعينيات القرن العشرين، تم التشديد على قوانين الجودة، وأزيلت الحواجز القانونيّة عن استخدام العازل الذكريّ.:276–9 وفي إيرلندا، سمح ببيع العازل الذكريّ للمرة الأولى في عام 1978.:329–30 بيد أن الإعلان على أي حال، كانت منطقة محظورة قانونياً.في أواخر خمسينيات القرن العشرين منعت الجمعية الوطنية الأمريكيّة للإذاعات إعلانات العازل الذكريّ من التلفزيون الوطني، وقد ظلت هذه السياسة قائمة حتى 1978.:273–4,285

وبعد أن عُرف أن الإيدز قد يكون مرضاً منقولاً جنسياً، تم التشجيع على استخدام العازل الذكريّ لمنع انتقال فيروس HIV. وقد أُقيمت حملات وطنية لتشجيع استخدام العازل الذكريّ، على الرغم من وجود معارضة من قبل بعض الشخصيّات السياسية والدينيّة، وقد أُقيمت هذه الحملات الوطنية في أوروبا والولايات المتحدة الأمريكيّة.:299,301,306–7,312–8 وقد أدَّت هذه الحملات إلى زيادة استخدام العازل الذكريّ بشكل ملحوظ.:309–17

ونظراً لازدياد الطلب والتقبُّل الاجتماعي الكبير، بدأ بيع العوازل الذكريّة في منافذ البيع بالتجزئة، بما في ذلك محلات السوبرماركت وفي متاجر الخصم كمتجر وال-مارت.:305 كما ازدادت مبيعات العوازل الذكريّة كل عام حتى 1994، حينما بدأ اهتمام وسائل الإعلام بجائحة الإيدز بالانخفاض.:303–4 دُعيت ظاهرة انخفاض الاهتمام بالعازل الذكريّ كوسيلة لمنع انتقال الأمراض «الإرهاق الوقائي» أو«التعب من العازل الذكريّ». وقد أشار لها المراقبون في أوروبا وأمريكا الشمالية. وقد غيَّرت مصانع العوازل الذكريّة لهجتها كَرَدٍّ على هذا، من لهجة التخويف إلى الدعابات.:303–4

وقد استمر بعض التطوير في تسويق العازل الذكريّ، مع ظهور أول عازل ذكري من البولي يوريثان، والتي دخلت الأسواق في التسعينيات.:32–5

ومن المتوقَّع أن يستمر استخدام العازل الذكريّ بالازدياد: فقد توقَّعت دراسة أن الدول الناميّة ستحتاج 18.6 مليار عازل ذكريّ بحلول 2015.:342 وبحلول سبتمبر/أيلول 2013 باتت العوازل الذكريّة متاحة داخل السجون في كندا ومعظم الاتحاد الأوروبيّ وأستراليا والبرازيل وإندونيسيا وجنوب إفريقيا وولاية فيرمونت في الولايات المتحدة الأمريكيّة (في 17 سبتمبر/أيلول من عام 2013 وافق مجلس الشيوخ في كاليفورنيا على مشروع قانون لتوزيع العوازل الذكريّة داخل سجون الولاية، ولكن المشروع لم يكن نافذاً حتى وقت الموافقة).

### التسمية والمصطلحات الأخرى
ظهر مصطلح Condom للمرة الأولى في أوائل القرن الثامن عشر. أصل هذا المصطلح غير معروف. في التقليد الشعبيّ يُنسب اختراع العازل الذكريّ واسمه Condom إلى أحد المقربين من ملك إنجلترا تشارلز الثاني، واسمه «د.كوندوم» أو«إيرل كوندوم». على أي حال، لا يوجد أي دليل على وجود شخ كهذا، أمرٌ آخر أن العازل الذكريّ قد استُخدم لمئات السنين قبل وصول الملك تشارلز الثاني للعرش.:54,68

وقد اِقتُرحت مجموعة متنوعة من الأصول اللاتينيّة غير المؤكدة للكلمة، بما فيها Condon والتي تعني الوعاء، condamina (house), وCumdum والتي تعني الغطاء أوالصندوق.:70–1 كما تم التكهُّن بأنها قد جاءت من الكلمة الإيطالية guantone المُشتَقِّة من guanto والتي تعني القفَّاز. وقد كتب ويليام إي. كروك مقالةً في عام 1981 خلص فيها إلى أنه "بالنسبة لكلمة 'Condom'، فأنا بحاجة لجملة واحدة أقولها أن أصلها ما يزال غير معروف بالمطلق، وهنا ينتهي هذا البحث عن أصلها"." كما تذكر القواميس الحديثة في خانة الأصل Etymology أنها غير معروفة.

هناك مصطلحات أخرى تُستخدم عموماً لوصف العازل الذكريّ. ففي شمال أمريكا تُعرف العوازل الذكريّة أيضاً باسم "Prophylatics" التي تعني الواقي وباسم "Rubbers" والتي تعني المطاط.وفي بريطانيا قد تُدعى "French letters" أي الحروف الفرنسيّة. بالإضافة إلى أنه يمكن الإشارة إليها باسم الشركة المُصنِّعَة.

## المجتمع والثقافة
يوجد انتقاد أخلاقي وعلميّ على الرغم من فوائد العازل الذكريّ المتوافقٌ عليها علميّاً ومن قبل خبراء الصحة الجنسيّة.

يُنصح عادةً باستخدام العازل الذكريّ للشركاء حديثاً، ممن لم يُطوِّروا ثقة كاملة بعد بالشريك من ناحية الأمراض المنقولة جنسياً.
بينما لا يُركِّز الأزواج على فائدة العازل الواقية من انتقال الأمراض الجنسيّة، وإنما يركِّزون على اعتباره وسيلة مانعة للحمل، وقد يستخدمون بدلاً منه حبوب منع الحمل، التي تُمثِّل وسيلة مانعة للحمل دون أن تكون حاجزاً فيزيائياً في الاتصال الجنسيّ.
ومن الاعتراضات الرئيسية على استخدام العازل الذكريّ، هوحجب الإحساس بالاستثارة و/أوالحميميّة التي يُوفِّرُها الجنس دون وجود الحواجز. وبتطبيق العازل الذكريّ الضيّق على جلدالقضيب فإنه يُضعف إيصال الاستثارة الذي يحدث من خلال الفرك والاحتكاك. يدعي أنصار العازل الذكريّ أن له فائدة القيام بالجنس لمدة أطول، من خلال تقليل الإحساس وتأخير القذف. كما يدعيّ من يروجون للجنس المغاير بدون عازل ذكريّ (تُدعى بالعاميّة: الركوب على فرس غير مُسرَّج) أن العوازل الذكريّة تضع حاجزاً وقائياً بين الشركاء، مما يُقلِّل مما ينبغي أن يكون علاقة حسيّة وحميميّة وروحيّة بين الشركاء.

### دينياً
تُعارض الكنيسة الكاثوليكيّة جميع أنواع الأفعال الجنسيّة خارج الزواج، فضلاً عن أي فعل جنسيّ تم تقليل فرصة حدوث حمل خلاله بطريقة مباشرة ومتعمّدة (على سبيل المثال، جراحة منع الحمل) أوبواسطة أجسام غريبة (على سبيل المثال، العازل الذكريّ).

كما لم تعالج العقيدة الكاثوليكيّة استخدام العازل الذكريّ للوقاية من الأمراض الجنسيّة تحديداً، وحالياً يُعتبر هذا موضوعاً للنقاش بين اللاهوتيين والسلطات الكاثوليكيّة العليا. وهناك عدد قليل من الناس، كالكاردينال البلجيكيّ جودفريد دانيلز، يعتقدون أن على الكنيسة الكاثوليكيّة تدعم استخدام العوازل الذكريّة التي يتم استعمالها بهدف منع انتشار الأمراض، ولا سيّما الأمراض الخطيرة كالإيدز. على أي حال، فإن رأي الأغلبية-بما في ذلك جميع بيانات الفاتيكان- أن برامج تشجيع استخدام العازل الذكريّ تزيد من العلاقات، وبالتالي تزيد انتقال الأمراض المنقولة جنسيَّاً في الواقع. هذا الرأي أكده مؤخراً البابا بيندكت السادس عشر في 2009.

وتُعتبر الكنيسة الكاثوليكيّة الرومانيّة أكبر جسم منظم لدين عالميّ. وللكنيسة مئات من البرامج الموجَّهة لمحاربة جائحة الإيدز في إفريقيا، ولكن معارضتها لاستخدام العازل الذكريّ في هذه البرامج كانت أمراً مثيراً للجدل بشكل كبير.

وفي مقابلة في نوفمبر/تشرين الثاني من العام 2011، ناقش البابا بيندكت السادس عشر لأول مرة استخدام العوازل الذكريّة لمنع انتقال الأمراض المنقولة جنسياً. فقد قال أنه يمكن تبرير استخدام عازل ذكريّ في حالات فرديّة قليلة إذا كان الغرض تقليل خطر العدوى بفيروس HIV. وأعطى كمثال البغايا الذكور. وقد كان هناك بعض الارتباك بدايةً فيما إذا كان البيان ينطبق على البغايا المغايرين وبالتالي لا يشمل المثليين على الإطلاق. على أي حال فقد أوضح المتحدث باسم الفاتيكان فيدريكولومباردي أنه ينطبق على البغايا المغايرين جنسياً والبغايا المتحولين جنسياً، سواءاً كانوا ذكوراً أوإناثاً. كما أوضح أن مبادئ الفاتيكان في الجنسانيّة ومنع الحمل لم تتغيّر.

### علمياً وبيٍئياً
عبَّر بعض الباحثين العلميين عن قلقهم الموضوعيّ بشأن المكونات التي تُضاف إلى العوازل الذكريّة، ولا سيَّما التالك والنتروزامين، حيث يتم تعريض العوازل الذكريّة من اللاتكس إلى مساحيق غبارية جافة قبل تعليبها لمنع التصاق العازل الذكريّ عند لفه. سابقاً، كان يُستخدم التالك من قبل معظم مصانع العوازل الذكريّة لمنع التصاق العازل، ولكن نشا الذرة حالياً هوأكثر مسحوق غباري شائع للاستخدام في هذا الصدد. يُعرف عن التالك كونه ساماً إذا ما دخل جوف البطن (عبر المهبل مثلاً)، بينما يُعتقد أن نشا الذرة آمن. على أي حال فقد أثار بعض الباحثين مخاوف بشأن استخدام نشا الذة أيضاً.

يُعتقد أن يكون النتروزامين، وهومادة محتمل أن تكون مسرطنة عند البشر، يُعتقد أنها موجودة في مادة تُستخدم لتحسين مرونة الواقي الذكريّ من نوع اللاتكس. أظهرت مراجعة أُجريت عام 2001 أن البشر يتعرَّضون وبشكل منتظم من 1000 إلى 10.000 مرة أكثر من التعرُّض للنيتروزامين من الأغذية والتبغ أكثر من استخدام العازل الذكريّ، وخلصوا إلى أن خطر الإصابة بالسرطان من استخدام العازل الذكريّ منخفض للغاية. على أي حال، فقد كشفت دراسة أُجريت عام 2004 في ألمانيا عن وجود النتروزامين في 29 من أصل 32 علامة تجارية للعوازل الذكريّ المُختبرة، وقد خلصوا إلى أن التعرُّض للنتروزامين عن طريق العوازل الذكريّة قد يتجاوز التعرُّض له عن طريق الغذاء بحوالي 1.5 إلى 3 مرات.

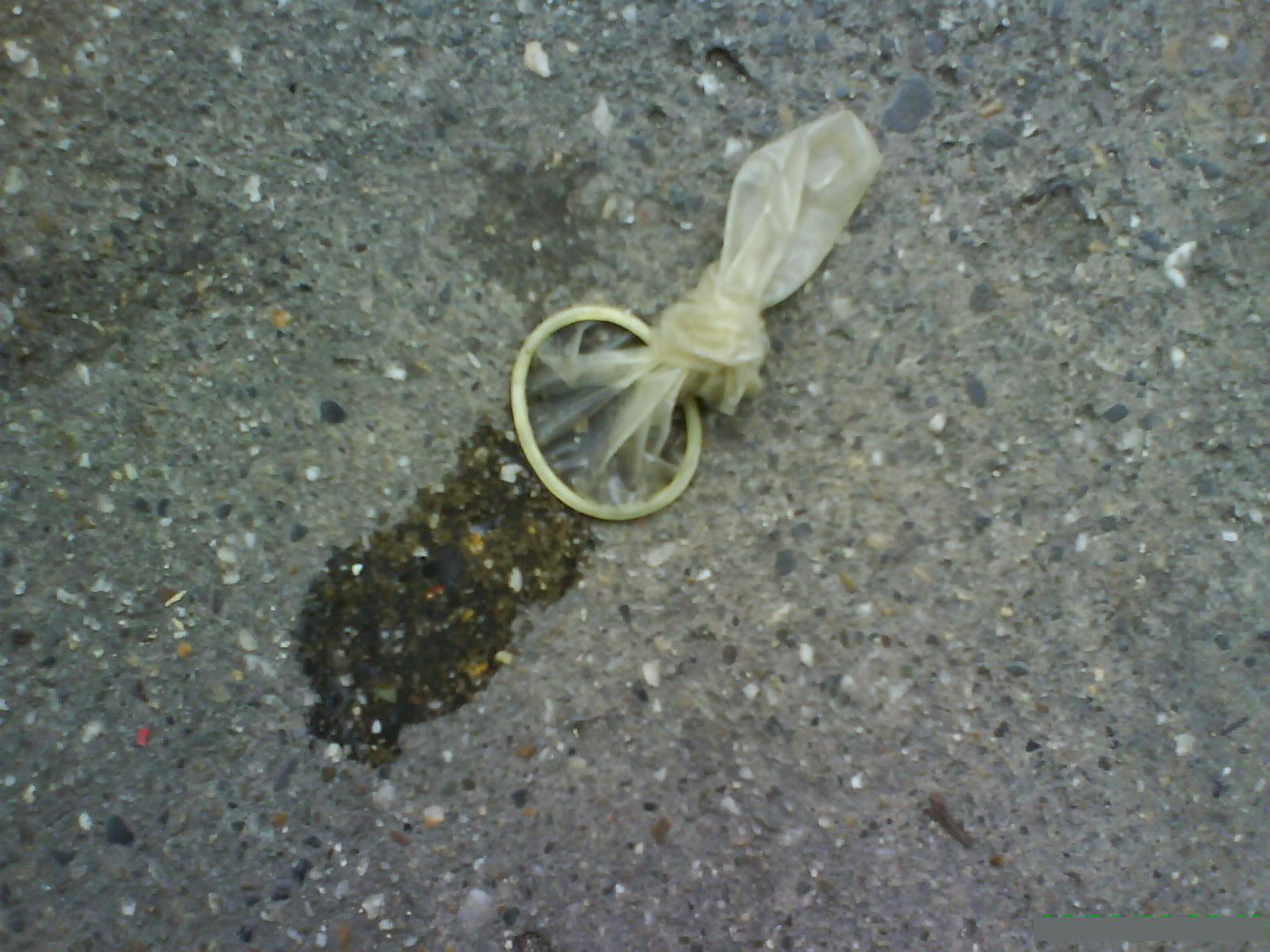
عازل ذكريّ مُستخدم مرميٌّ في الشارع

بالإضافة إلى ذلك، فقد أدى الاستخدام واسع النطاق للعوازل الذكريّة القابلة للاستعمال مرة واحدة إلى إثارة مخاوف بشأن أثرها البيئيّ عن طريق رميها في القمامة أوفي مكبات النفايات، حيث يمكن أن تصبح في نهاية المطاف في بيئة للحياة البريّة فيما لولم يتم التخلُّص منها عبر حرقها أوبوسيلة أخرى دائمة. وتحديداً العازل الذكريّ المصنوع من البولي يوريثان فهوغير قابل للتحلُّل، نظراً لكونه شكل من أشكال البلاستيك، كما يستغرق العازل الذكريّ المصنوع من اللاتكس وقتاً طويلاً جداً ليتحطَّم كيميائياً. ينصح الخبراء، كجمعية آفرت (منظمة عالميّة تهتم بمرض الإيدز)، بأن يتم التخلُّص من العوازل الذكريّة بوضعه في وعاء القمامة، ويقولون أن رميه في المرحاض (كما يفعل بعض الناس) قد يؤدي لانسداد المصرف الصحيّ بالإضافة إلى مشاكل أخرى. علاوةً على ذلك، فإن الأغلفة والرقائق البلاستيكيّة التي يُوضع العازل الذكريّ فيها غير قابلة للتحلُّل أيضاً. على أي حال، فقد لوحظ أن التخلُّص المتكرر من العازل الذكريّ أوغلافه في الأماكن العامة كالحدائق يمثل مشكلة نفايات مستمرة. Frequent condom or wrapper disposal in public areas such as a parks have been seen as a persistent litter problem.

بينما تؤدي العوازل الذكريّة المصنوعة من اللاتكس والقابلة للتحلل الحيويّ إلى أذية البيئة فيما لوتم التخلُّص منها بطريقة غير صحيحة. وطبقاً لـ Ocean Conservancy، فإن العوازل الذكريّة بالإضافة إلى أنواع أخرى محددة من النفايات تغطي Coral reef والطحالب البحريّة الناعمة بالإضافة إلى الأنواع الحيّة التي تعيش في القاع. وقد عبَّرت وكالة حماية البيئة في الولايات المتحدّة عن مخاوفها من أن العديد من الحيوانات قد تتناول النفايات عن طريق الخطاً باعتبارها طعاماً.

### الموانع الثقافية من الاستخدام
في معظم العالم الغربيّ، ترافقت صناعة مانعات الحمل الفمويّة (حبوب منع الحمل) في ستينيات القرن العشرين مع انخفاض استخدام العوازل الذكريّة.:267–9,272–5 في اليابان لم يكن استخدام حبوب منع الحمل مقبولاً حتى سبتمبر/أيلول 1999، وحتى بعد هذا التاريخ، فإن استخدام حبوب منع الحمل في اليابان بقي أقل مما هوعليه في الدول الصناعية الأخرى. وربما بسبب الوصول المُقيّد لحبوب منع الحمل، ففي اليابان كان أكبر معدل لاستخدام العازل الذكريّ في العالم في عام 2008، 80% من مشتخدمس وسائل منع الحمل يعتمدون على العازل الذكريّ.

تتنوَّع المواقف الثقافية من الأدوار الجنسيّة ووسائل منع الحمل والأنشطة الجنسيّة بشكل كبير حول العالم، وتتراوح بين المحافظة جداً وحتى المتحررة جداً. ولكن في بعض الأماكن، حيث يُساء فهم العوازل الذكريّة أويُساء توصيفها، يتأثر انتشار استخدامها بشكل مباشر. في البلدان الأقل تطوراً وفي الشعوب الأقل تعليماً يؤدي سوء فهم آلية انتقال الأمراض ومبدأ عملها إلى التأثير سلبياً على استخدام العوازل الذكريّة، بالإضافة إلى أن في الثقافات ذات الأدوار الجنسيّة التقليديّة فإن النساء يشعرن بعدم الراحة عند الطلب من شركائهم اتداء العازل الذكريّ.

مثلاً المهاجرين اللاتينيين في الولايات المتحدة الأمريكيّة يواجهون غالباً موانع ثقافية تمنعهم من استخدام العازل الذكريّ. وقد نُشرت دراسة حول منع انتقال فيروس HIV عند النساء في مجلة بحوث الصحة الجنسيّة (الإنجليزيّة: Journal of Sex Health Research)، أكَّدت هذه الدراسة أن النساء اللاتينيات غالباً يفتقدن لاتخاذ المواقف اللازمة للحصول على جنس آمن وذلك بسبب العادات المرتبطة بالأدوار الجنسيّة التقليديّة في المجتمع اللاتيني، وقد يكنَّ خائفات من إثارة موضوع العازل الذكريّ مع شركائهن. وقد أبلغت أغلب النساء المشاركات في هذه الدراسة أنه وبسبب التباهي الذكوريّ المُشجَّع بشكل غير ملحوظ في الثقافة اللاتينيّة، فإن شركائهن الذكور قد يغضبون أومن المحتمل حتى أن يُعنِّفوا المرأة بسبب اقتراحها بأن يستخدم الرجل العازل الذكريّ. وقد لوحظت ظاهرة مشابهة في النساء الأمريكيات السود (من أصول إفريقيّة) منخفضات الدخل، وهي أن النساء في هذه الدراسة قد أبلغن أيضاً عن خوفهن من العنف في حال اقترحن على شركائهن الذكور أن يستخدموا العازل الذكريّ.

وقد أظهرت دراسة استقصائية عبر الهاتف أجرتها مؤسسة راند وجامعة ولاية أوريغون ونُشرت في مجلة متلازمة عوز المناعة المكتسب (الإنجليزيّة: the Journal of Acquired Immune Deficiency Syndromes) أن الاعتقاد بنظريات المؤامرة المتعلِّقة بمرض الإيدز بين أوساط الرجال السود (ذوي الأصول الإفريقيّة) في الولايات المتحدة الأمريكيّة مرتبطة بمعدلات استخدام العازل الذكريّ.كما تنمومعتقدات المؤامرة المتعلِّقة بالإيدز في قطاع معين من هؤلاء الرجال السود (ذوي الأصول الإفريقيّة)، وينخفض الاستخدام المستمر للعازل الذكريّ في هذا القطاع من الرجال. ولم يتأثر استخدام الإناث بشكل مماثل.

في القارة الإفريقيّة، تمت عرقلة بعض حملات التشجيع على استخدام العازل الذكريّ في بعض المناطق بحملات مكافحة للعازل الذكريّ من قبل بعض رجال الدين المسلمين والكاثوليكيِّين. بين صفوف الماساي في تنزانيا، يُعيق النفور من فكرة إضاعة الحيوانات المنويّة استخدام العازل الذكريّ، حيث يُعطى للتكاثر أهميّة اجتماعيّة ثقافيّة. حيث يُعتقد أن الحيوان المنويّ بمثابة «إكسير» بالنسبة للنساء وأن له تأثيرات صحيّة مفيدة. تُعتقد نساء شعب الماساي بأنه بعد حدوث الحمل، ينبغي عليهن أن يُجامَعن (يمارسن الجنس) بشكل متكرر كي تساعد الحيوانات المنويّة الإضافيّة في نموالطفل. كما يعتبر شعب الماساي أن الاستخدام المتكرر للعازل الذكريّ يؤدي إلى العنّة (العجز الجنسيّ). كما أن بعض نساء أفريقيا يعتقدن أن العوازل الذكريّة «للعاهرات» وأن النساء المحترمات لا يجب أن يستخدمهن. وقد شجَّع بعض رجال الدين فكرة أن العوازل الذكريّة مرتبطة بشكل متعمَّد بفيروس HIV. وفي الولايات المتحدة الأمريكية تم اتهام نساء يمتلكن العديد من العوازل الذكريّة بالاشتراك في البغاء. وقد أدان المجلس الاستشاري الرئاسي المعني بفيروس HIV/الإيدز هذه الممارسة، وهناك جهود لإنهائها.

وفي مارس/آذار من العام 2013 قدمت شكة بيل غيتس منحة قدرها 100.000 دولار أمريكيّ من خلال مؤسسته لتصميم عازل ذكريّ «يحافظ بشكل كبير على المتعة أويعززها» لتشجيع ذكور أكثر على اعتماد استخدام العازل الذكريّ للحصول على جنس آمن. وتقول معلومات المنحة: «إن العيب الرئيسي من وجهة النظر الذكوريّة أن العوازل الذكريّة تقلل المتعة بالمقارنة مع عدم ارتداء العازل الذكريّ، مما يخلق مقايضة يجدها الكثير من الرجال غير مقبولة، وخاصةً أن قرارات استخدام العازل الذكريّ تُتَّخذ قبل الجماع مباشرةً. هل من الممكن تطوير منتج بدون هذه الوصمة، أوبشكل أفضل، منتجاً يُشعر بتعزيز المتعة؟» وقد سُمِيَ المشروع «عوازل الجيل الجديد» وأي شخص يستطيع تزويد «فرضية قابلة للاختبار» مؤهل للتقدُّم.

نادراً ما يستخدم الأزواج الذين لا يمتلكون أطفالاً في الشرق الأوسط العوازل الذكريّة، وذلك بسبب الرغبة القويّة والضغط الاجتماعي باتجاه تأسيس أسرة وإنشاء نسل.

حظرت الهند عام 2017، الإعلانات التلفزيونيّة المتعلِّقة بالعوازل الذكريّة من العاشرة مساءاً وحتى السادسة صباحاً.

### كبرى الشركات المصنّعة
وصف أحد المحللين سوق العوازل الذكريّة بأنه شيء «يُذهل العقل». يوجد العديد من الشركات المُصنِّعة الصغيرة والمجموعات غير الربحية والمصانع التي تديرها الحكومات حول العالم.:322,328 وفي سوق العوازل الذكريّة هناك العديد من المساهمين الرئيسيِّين، من بينها الشركات الربحيّة والمنظمات الخيريّة. معظم شركات التصنيع الكبرى لها علاقات مع الشركات العائدة لنهاية القرن التاسع عشر.

## الأبحاث
يهدف الرذاذ المُطبَّق على العازل الذكريّ المصنوع من اللاتكس أسهل ارتداءاً وأكثر نجاحاً في منع انتقال الأمراض. وبدءاً من عام 2009، فإن العازل الذكريّ ذوالرذاذ لم يعد يُباع في الأسواق، لأنه لا يمكن تخفيض وقت الجفاف دون الدقيقتين إلى ثلاث.

طوَّرت جامعة لافال في كوبيك كندا عازلاً ذكريَّاً غير مرئي، عبارة عن هلام يتصلَّب بعد ارتفاع درجة الحرارة بعد الإيلاج في المهبل أوالمستقيم. تبيَّنت فعاليته في منع فيروس HIV والهربس البسيط في المختبر. ينهار هذا الحاجز الهلامي المتصلِّب ويسيل بعد عدة ساعات. وحتى عام 2005 بقي العازل الذكري غير المرئي في مرحلة التجربة السريريّة ولم يُوافق على استخدامه بعد.

أيضاً في عام 2005 طُوِّر عازل ذكريّ معالج بمركَّب مولِّد للانتصاب. يُطلب عادةً العازل الذكريّ المُعالج بالعقاقير بهدف مساعدة من يرتديه على الحفاظ على انتصابه، كما يساعد أيضاً على تقليل احتمال الانزلاق. إذا تمت الموافقة على هذا العازل، سيتم تسويقه تحت العلامة التجاريّة دوريكس. وحتى عام 2007 كان هذا العازل ما يزال في إطار التجارب السريريّة.:345 في عام 2009، قدَّمت أنسيل هالثكار، وهي صانعة Lifestyle condoms، العازل الذكريّ X2 المُشحَّم بـ«جل الإثارة» والذي يحتوي على الحمض الأميني L-أرجينين ويهدف إلى تحسين قوة استجابة الانتصاب.

## وصلات خارجية
- عازل ذكري على مشروع الدليل المفتوح
- عوازل ذكرية من اللاتكس والأمراض المنقولة جنسيا – من مركز مكافحة الأمراض والوقاية منها بالولايات المتحدة. (بالإنجليزية)